# Emploi des personnes autistes
Vous lisez un « article de qualité » labellisé en 2019.

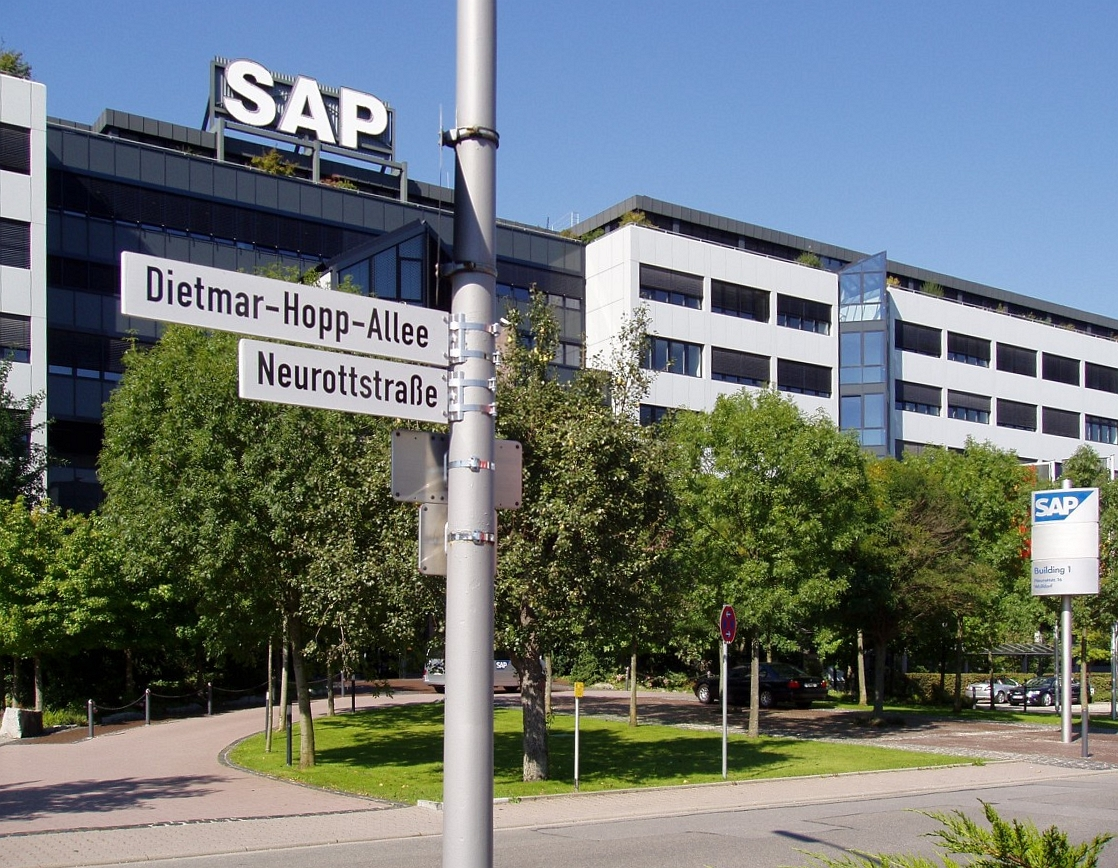
Siège social de SAP à Walldorf, en Allemagne, entreprise de conception et vente de logiciels pratiquant la discrimination positive en faveur des travailleurs autistes.

L’emploi des personnes autistes est un sujet de société de plus en plus fréquemment traité. Ces personnes subissent l'un des taux d'emploi les plus bas parmi les travailleurs en situations de handicap, entre 76 et 90 % d'entre elles étant au chômage en Europe en 2014. La majorité des personnes diagnostiquées avec troubles du spectre de l'autisme (TSA) souhaitent un emploi et en ont les capacités, des exemples de carrières fructueuses ayant été médiatisés. Les autistes ont longtemps été maintenus en établissement spécialisé, la majorité d'entre eux restant dépendants de leur famille. Les adultes autistes sont en sous-emploi contraint, et accèdent généralement à des postes peu qualifiés, de façon discontinue et à temps partiel, en environnement dit « protégé », sans que soient pris en compte leurs souhaits et aspirations. Les perspectives les plus fermées concernent les personnes non-verbales avec des troubles du comportement.
Une grande variété de carrières et de postes sont potentiellement accessibles, bien que les postes nécessitant peu de relations humaines soient notoirement privilégiés, et associés à une plus grande réussite. Des secteurs tels que le renseignement et le traitement de l'information dans l'armée, les métiers de hôtellerie-restauration, de la traduction-rédaction, de l'informatique, de l'art, de l'artisanat, de la mécanique ou encore de la nature, de l'agriculture et de l'élevage, sont plus particulièrement recherchés, ainsi qu'adaptés.
Les problèmes rencontrés dans l'accès à l'emploi et dans l'emploi ont plusieurs explications. Généralement liés à une mauvaise communication entre employeurs et travailleurs autistes, ils découlent surtout des difficultés rencontrées par les personnes autistes pour comprendre les relations sociales et gérer leurs hypersensibilités sensorielles, et de l’intolérance des employeurs vis-à-vis de ces particularités, bien plus que de la déficience intellectuelle. De fréquentes discriminations à l'embauche ferment l'accès du marché du travail aux personnes autistes, par ailleurs souvent victimes d'une organisation du travail inadaptée. Différentes mesures peuvent être mises en place pour résoudre ces difficultés, notamment l'accompagnement à l'emploi, et l'adaptation des conditions de travail en termes de sensorialité et d'horaires. Certaines entreprises pratiquent une discrimination positive, en particulier dans l'informatique, un domaine dans lequel les personnes autistes dites « à haut niveau de fonctionnement » sont considérées comme un atout de compétitivité.

## Histoire

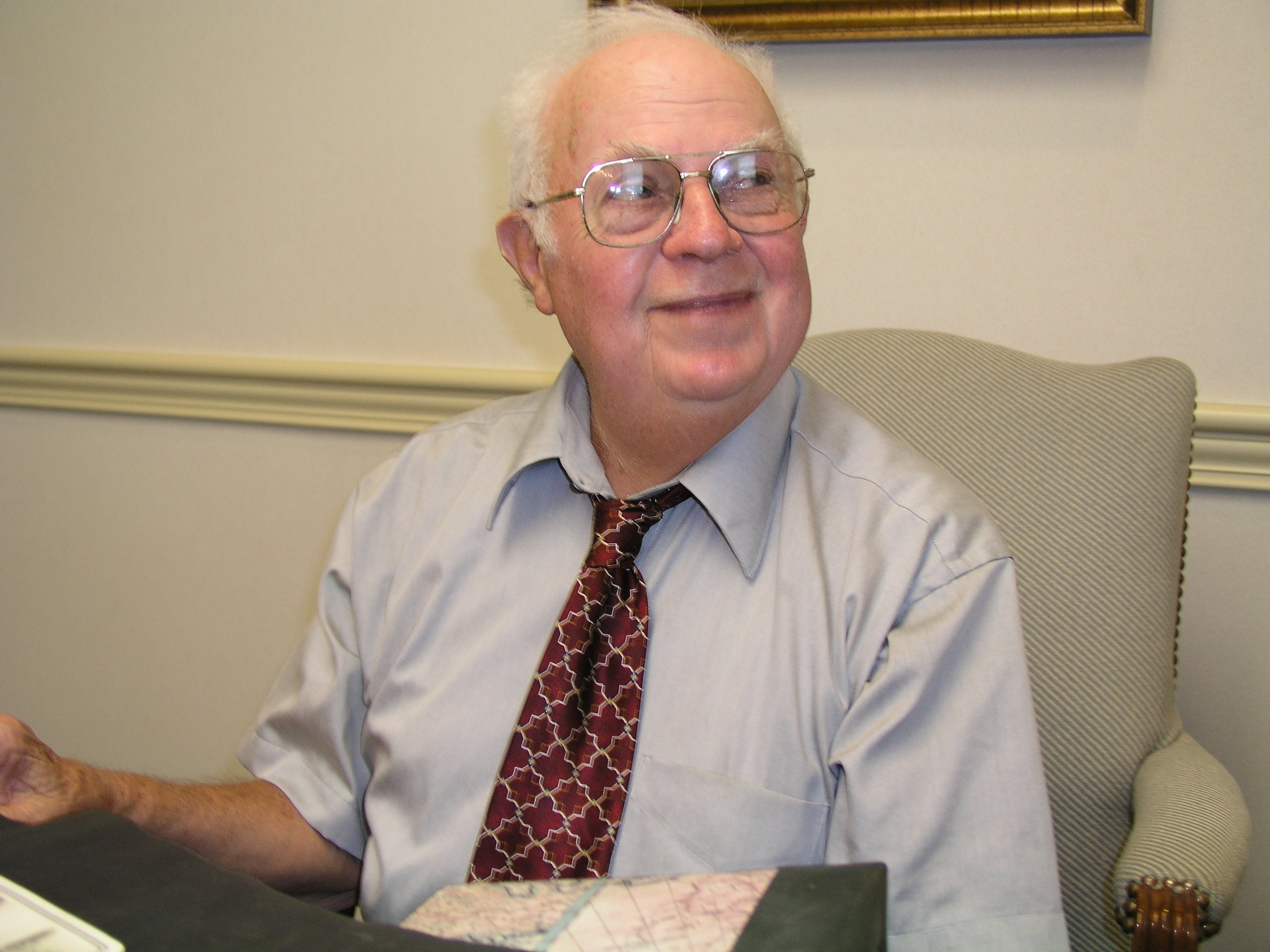
Donald Grey Triplett, première personne à avoir reçu un diagnostic d'autisme infantile formel, a travaillé en tant qu'employé dans une banque.

La problématique de l'emploi est très récente parmi les débats relatifs à l'autisme,. Les personnes diagnostiquées avec un autisme infantile ont longtemps été tenues pour incapables de travailler. D'après le journaliste d'investigation américain Steve Silberman, lorsque le psychiatre américain Edward Ritvo et son équipe publient en 1988 un article suggérant que les adultes autistes sont capables d'avoir une vie de famille et un emploi, ils suscitent les moqueries de la plupart des spécialistes de l'époque.
À la fin du XXe siècle, les critères diagnostiques de l'autisme sont élargis, sa détection devenant meilleure et plus précoce. Cela entraîne une augmentation des diagnostics : l'autisme concerne environ 1 % de la population mondiale (en 2016), avec différents degrés de handicap. Les critères du DSM-5 permettent de poser le diagnostic sur la base de difficultés de communication et d'interactions sociales, et des comportements et intérêts restreints et répétitifs, avec un « retentissement cliniquement significatif en termes de fonctionnement » social, scolaire et professionnel. Ces symptômes sont présents dès la petite enfance, mais « peuvent être masqués plus tard dans la vie par des stratégies apprises ». Il existe ainsi une grande diversité de profils parmi les adultes autistes, en termes de compétences, de fonctionnement social et de centres d'intérêt,,. Cette variabilité dépend de facteurs individuels tels que l'intelligence, les compétences langagières, la présence de comorbidités, et de facteurs environnementaux tels que le soutien de la famille, la mise en place d’interventions et de services adaptés, la qualité de vie et divers facteurs socio-émotionnels,,.
Aux États-Unis, et tout particulièrement en Californie, des associations et personnalités se mobilisent pour l'emploi des autistes au moins depuis 1999. Cette même année, la professeure Temple Grandin, elle-même autiste, publie un court article recommandant de s'appuyer sur les compétences des personnes autistes à l'emploi, en particulier la pensée visuelle. Fin 2000, la chercheuse Sophie Nesbitt étudie avec la National Autistic Society britannique (NAS) l'employabilité des personnes diagnostiquées avec un syndrome d'Asperger. L'inclusion progressive de l'autisme dans le champ du handicap au niveau international se concrétise par la directive du 27 novembre 2000 du Conseil de l'Europe, prônant « la non-discrimination en matière d’emploi et de travail », qui s'applique aux travailleurs autistes. Sa version française est la Loi pour l'égalité des droits et des chances, la participation et la citoyenneté des personnes handicapées de 2005, qui entraîne la création des maisons départementales des personnes handicapées. Entre 2003 et 2008, le nombre d'adultes autistes américains suivis dans le cadre des Vocational Rehabilitation Services (Services de réadaptation professionnelle) a plus que triplé.
En 2015, le secrétaire des Nations unies Ban Ki-moon souligne que la majorité des adultes autistes dans le monde sont sans emploi. En février 2017, le premier rapport français consacré à l'emploi des adultes autistes est remis par Josef Schovanec, docteur en philosophie et sciences sociales (EHESS), lui-même autiste, précisant qu'« en France, le chantier de l'emploi des personnes autistes n'en est de toute évidence qu'à ses premiers balbutiements ». Au Royaume-Uni, la National Autistic Society (NAS) remet le 21 février 2017 une pétition au gouvernement britannique, signée par 30 000 personnes, demandant que l'emploi des adultes autistes devienne une priorité. La fondation Malakoff-Médéric ouvre un site français spécialisé fin 2018.

### Littérature scientifique

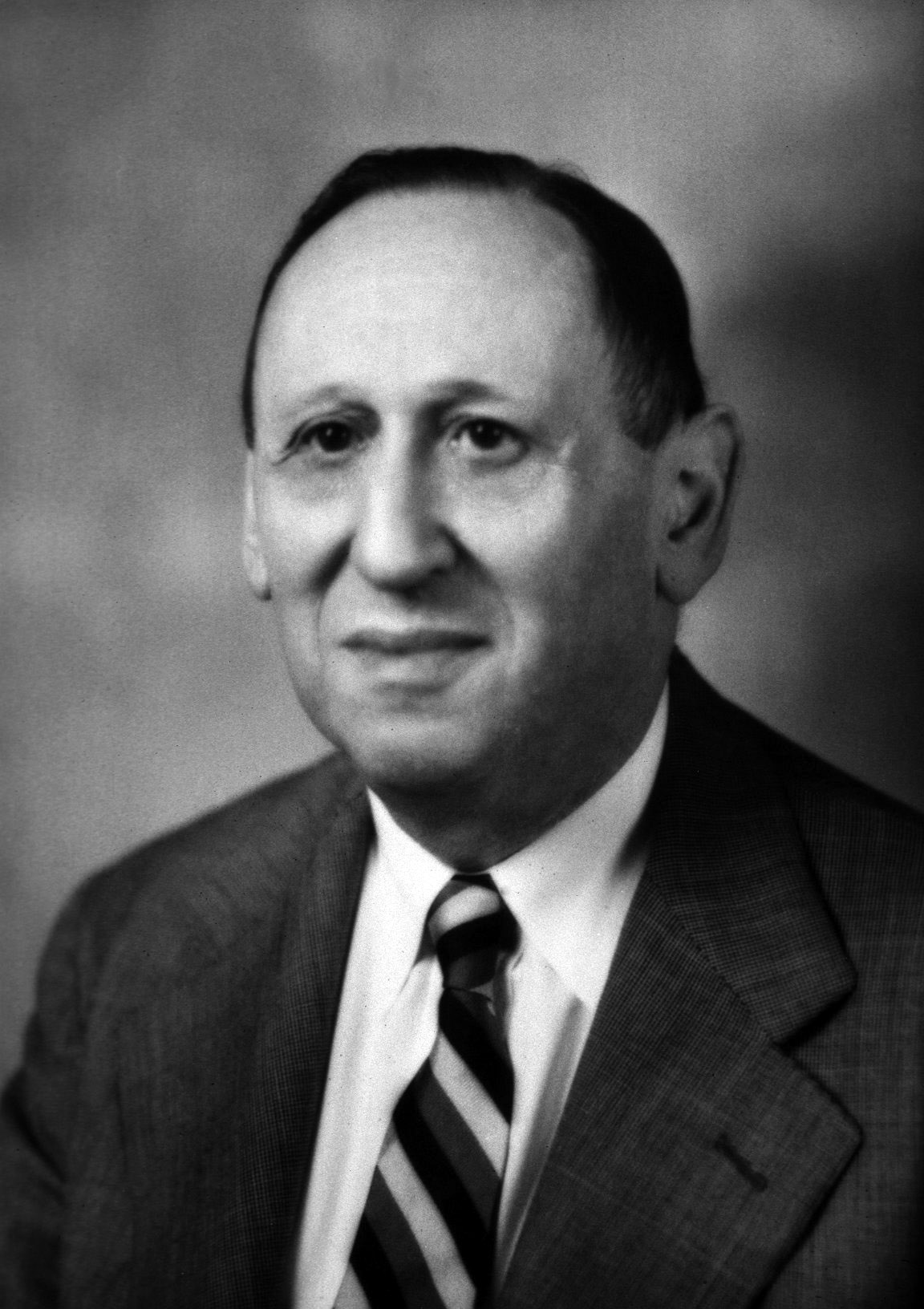
Leo Kanner a suivi l'évolution des enfants qu'il a diagnostiqués en 1943.

Leo Kanner, le pédopsychiatre découvreur de l'autisme infantile, a suivi l'évolution des onze enfants (généralement issus de milieux favorisés) qu'il a diagnostiqués pour la publication de son étude princeps de 1943. Plusieurs ont obtenu un emploi correct (en particulier le « patient 0 », Donald Grey Triplett), tandis que les personnes placées en institution étaient peu ou pas autonomes à l'âge adulte. La première étude identifiée du devenir socio-professionnel date de 1970, basée sur cinq à quinze ans de suivi de personnes diagnostiquées à l'époque avec une psychose infantile,. Des études spécifiques commencent à être menées aux États-Unis durant la seconde moitié des années 1980,.

La psychiatre et chercheuse américaine Dawn Hendricks publie en 2010 l'article Employment and adults with autism spectrum disorders: Challenges and strategies for success (en français : Emploi et adultes avec troubles du spectre de l'autisme : Défis et stratégies de réussite). Soulignant un très faible taux d'emploi et le désir qu'ont les adultes autistes de travailler, elle plaide pour que l'option d'un accompagnement vers l'emploi puisse être proposée à tous. L'année suivante, l'article du chercheur et psychiatre franco-canadien Laurent Mottron paraît dans la revue scientifique Nature sous le titre « Changing perceptions: The power of autism » (en français : « Changer les perceptions : le pouvoir de l'autisme »). Témoignant de son expérience de travail avec des chercheurs autistes, dont Michelle Dawson, parmi son équipe de l'université de Montréal, il souhaite que davantage d'autistes soient engagés dans des équipes de recherche :

« [...] Ils sont là grâce à leurs qualités intellectuelles et personnelles. Je crois qu'ils contribuent à la science grâce à leur autisme, et non malgré lui. Tout le monde connaît des histoires d'autistes avec des 
capacités savantes extraordinaires, tels que Stephen Wiltshire, qui peut dessiner exquisement des paysages urbains détaillés de mémoire après un tour en hélicoptère. Aucun des membres de mon labo n'est un savant. Ce sont des autistes « ordinaires » [...]. »

— Laurent Mottron, Changing perceptions: The power of autism.
La première recension spécifiquement consacrée à la réhabilitation à l'emploi des adultes autistes, publiée en janvier 2014 par David B. Nicholas et al., porte sur 10 études, et souligne le manque de littérature scientifique disponible. En septembre 2016 paraît la recension de Yosheen Pillay et Charlotte Brownlow, consacrée aux facteurs prédictifs de réussite à l'emploi chez les adolescents autistes, et basée sur 297 articles : Predictors of Successful Employment Outcomes for Adolescents with Autism Spectrum Disorders: a Systematic Literature Review.
En mai 2019 paraît une nouvelle recension de la littérature scientifique entièrement consacrée aux facteurs favorisant l'emploi des personnes autistes, réalisée par Melissa Scott et son équipe : elle porte sur 134 études des facteurs d'inclusion, dont 36 évaluent l'efficacité des interventions en faveur de l'emploi. La grande majorité de ces études ont été réalisées aux États-Unis.

### Expérimentations d'embauches ciblées

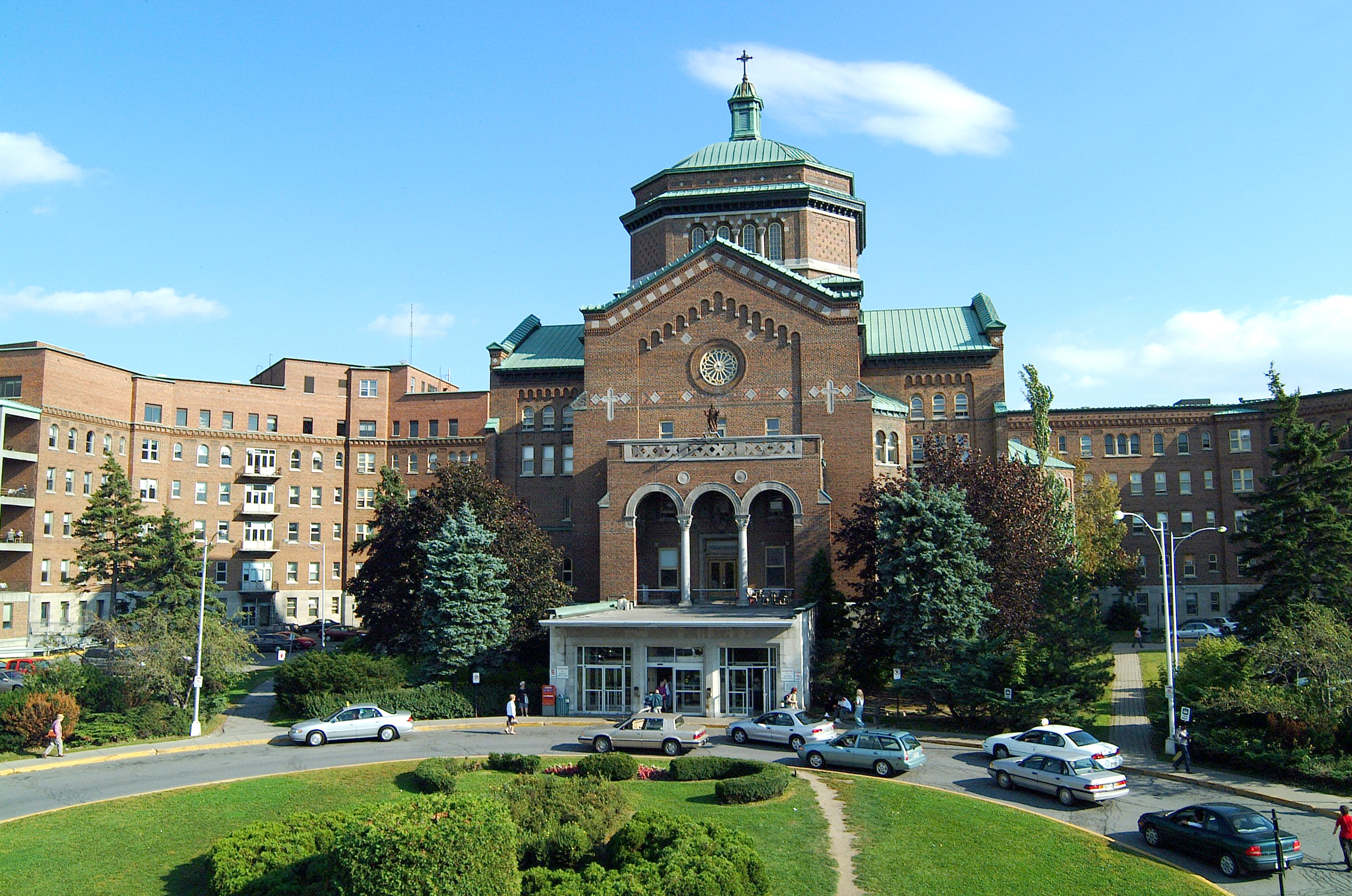
L'hôpital du Sacré-Cœur de Montréal, rattaché à l'université de Montréal, emploie régulièrement des chercheurs autistes.

Depuis la fin des années 2000, des plans d'embauches de personnes autistes sont lancés dans différents pays, non pas dans un objectif médico-social, mais par intérêt pour leurs compétences dans des tâches spécifiques,. Le modèle d'entreprise des structures spécialisées dans le recrutement d'adultes autistes s'appuie sur la valorisation de ces compétences permises par la neuroatypie. L'autisme est généralement considéré comme un atout par les employeurs de la Silicon Valley,. En Allemagne, au Danemark, aux États-Unis et en Inde, des entreprises du secteur informatique pratiquent une discrimination positive. Le job coaching se développe, notamment en République tchèque, en Allemagne, aux États-Unis, et en Irlande. Les entreprises Meticulon au Canada, Auticon en Allemagne, et Asperger Syndrome Training Employment Partnership Entreprise aux États-Unis, font appel à du job coaching avec un référent unique pour le salarié autiste. En Belgique, le dispositif « Passwerk », créé en 2008, repose sur un coaching individuel et intensif des salariés autistes.
En 2008, le projet AQA (Asperger Quality Assurance) est lancé dans la banlieue de Tel Aviv, en vue de permettre l'inclusion professionnelle d'adultes autistes performants dans le domaine du test de logiciels, visant des postes de qualité dans des entreprises multinationales. L'entreprise de test et conseil logiciel Specialisterne, présente dans 16 pays et dont le siège est au Danemark, a été fondée par un père d'enfant autiste, et emploie 70 % de travailleurs autistes sur des postes adaptés,. En 2012, deux agents du Mossad lancent le projet Ro'im Rachok, unité de renseignement de l'armée israélienne, qui recrute spécifiquement des adolescents autistes pour analyser des photographies aériennes et satellitaires. En 2013, l'entreprise allemande éditrice de logiciels SAP annonce rechercher 650 autistes pour son secteur recherche et développement, jusqu'à arriver à un taux d'1 % de salariés autistes. En 2015, l'entreprise Microsoft annonce le lancement d'un programme pour embaucher des collaborateurs autistes à temps plein, à son siège de Redmond. En France, depuis 2014, le groupe Andros, soutenu par la Fondation Orange, accueille des salariés autistes dans son usine normande. La plupart sont non-verbaux, et travaillent à mi-temps.
Ces embauches ciblées par discrimination positive restent des initiatives rares et isolées. Elles ne suffisent pas à remédier au sous-emploi des personnes autistes,.

### Effet générationnel et évolutions du marché du travail
Les effets de génération doivent être pris en compte pour aborder cette problématique. Jusque dans les années 1990, le pronostic social et professionnel des autistes à l'âge adulte était généralement très pauvre, les trois-quarts d'entre eux environ étant placés en institution, ou dépendants de leurs parents. Josef Schovanec note que les « personnes autistes adultes subissent les défaillances du système éducatif, de santé et plus généralement d'inclusion qu'elles ont vécues durant leur enfance [...] les effets parfois dévastateurs sur la construction de la personne d'années de déscolarisation, d'exclusion médicale et sociale, souvent de grande précarité et de marginalité, quand ce n'est pas de violences » :

« Toute tentative d'aborder la question de l'emploi des personnes autistes devra prendre en considération le fait que rarissimes sont les personnes autistes ayant eu un parcours de vie linéaire. La norme statistique dominante voire quasiment unique en la matière est l'alternance de phases de plus ou moins grande inclusion, de types divers de précarité, avec de multiples interruptions de parcours et de longues périodes sans solution. »

— Josef Schovanec, Rapport présenté à la Secrétaire d'État chargée des personnes handicapées et de la lutte contre l'exclusion sur le devenir professionnel des personnes autistes.
Les évolutions structurelles du marché du travail (de plus en plus compétitif et segmenté), des modes de recrutement et des prérequis (carrières linéaires, recrutement formalisés, multiplication d’intermédiaires, tri informatique par mots-clefs dans les curriculum vitæ (CV), etc.) ont pu conduire à des effets d'éviction multipliant les difficultés des personnes autistes pour accéder à l'emploi. Il est vraisemblable que ces difficultés se soient accrues depuis les années 2000. Les conditions spécifiques ayant permis à un certain nombre de personnes autistes d'accéder à l'emploi, voire à des parcours professionnels valorisés (possibilité de cooptation, par exemple dans la recherche, poids moindre du parcours antérieur, etc.) sont de plus en plus rarement réunies sur le marché du travail. La multiplication des épreuves impliquant des compétences sociales constitue un nouvel obstacle sur le chemin des personnes autistes vers l'emploi.

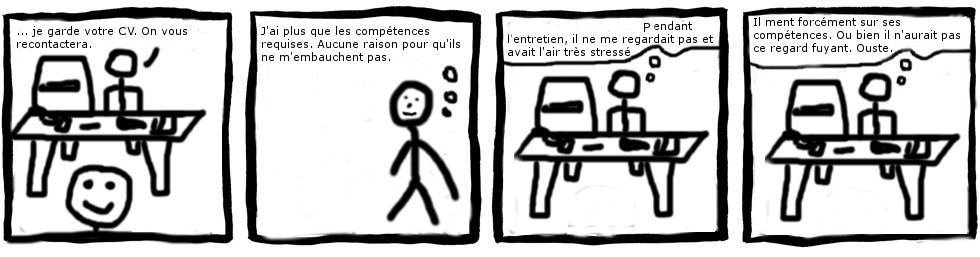
Exemple de discrimination à l'embauche subie par une personne autiste.

Par ailleurs, la connaissance de l'autisme par les chefs d'entreprise et employeurs en général évolue, et influence fortement l'employabilité. Aux États-Unis en 2016, la plupart des chefs d'entreprise, en particulier les femmes, associent spontanément l'autisme à des qualités de concentration et d'attention au travail.
La désintermédiation (développement des plateformes d'emploi) ouvre de nouvelles modalités d'organisation du travail, d'objectivation et de valorisation des compétences, permettant d'explorer un certain nombre d'expérimentations plus adaptées aux personnes en situation de handicap, et en particulier au profil des personnes autistes. Ainsi, les postes en télétravail devraient être amenés à se développer dans les prochaines années.
D'après Tibor N. Farkas et ses collègues, l’embauche et le maintien d’un emploi sont les principaux défis associés à l’intégration au travail des personnes autistes en raison de leurs déficits au niveau de la communication et des habiletés sociales. 

## Statistiques

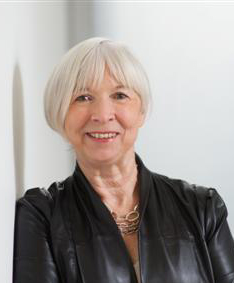
Patricia Howlin, professeure de psychologie, a étudié les perspectives d'emploi des personnes autistes.

Les adultes autistes de tout niveau d'autonomie connaissent des périodes de chômage et du sous-emploi,,,,,,,. Ils sont globalement moins rémunérés que leurs pairs non-autistes (que ce soit en raison d'un faible nombre d'heures ou d'une différence de montant de salaire à position équivalente),,, travaillent en-dessous de leur niveau réel de qualification ou de compétences,, et subissent davantage de discriminations.
Il existe trois grands types d'emplois accessibles : le milieu ordinaire, ou milieu « compétitif », sans soutien spécifique ; le milieu ordinaire avec soutien et / ou aménagements spécifiques ; et le milieu dit « protégé », « non-concurrentiel », ou « spécifique » (emploi à long terme réservé aux personnes handicapées, tels que les Établissements et services d'accompagnement par le travail - ESAT - en France). La majorité des jeunes adultes autistes en emploi travaillent à la journée dans des environnements protégés (2012). Le rôle de ces environnements protégés est ainsi majeur dans la question de l'emploi autiste.
D'après la NAS, au Royaume-Uni, 79 % (2009) à 77 % (2017) des adultes autistes pensionnés ou au chômage déclarent vouloir travailler ; le désir de trouver un emploi est donc dans l'ensemble « commun ».
Parmi la communauté autiste suédoise, deux réactions majeures vis à vis de l'emploi se distinguent : une qui considère l'autisme sous un angle médical, en tant que problème de santé nuisant à l'employabilité, et qui constitue la vision légèrement dominante ; une autre qui demande la reconnaissance des particularités des travailleurs autistes dans le contexte neurotypique, et fait appel au modèle social de l'autisme pour demander des adaptations des conditions d'emploi.

### Niveaux de diplôme
Les niveaux de diplôme des personnes autistes autonomes hors institution sont similaires à ceux de la population non-autiste, avec quelques cas d'adultes « surdiplômés ». Il y a généralement attrait pour les études, mais tendance fréquente à abandonner les filières de formation pour devenir autodidactes, en raison d'inadéquations avec les attentes. Le niveau de diplôme est nettement corrélé avec l'employabilité,. Les personnes autistes placées en institution spécialisée sont très faiblement qualifiées, en raison de l'inaccessibilité des formations. Dawn Hendricks et la professeure de psychologie britannique Patricia Howlin, entre autres, ont démontré les perspectives pour les jeunes autistes quittant l'école sont très limitées, par rapport à la population générale comme par rapport aux adultes avec d'autres troubles du développement. Ces faibles taux d'emploi au cours de la transition vers l'âge adulte ne montrent aucune amélioration au cours du temps.

### Taux d'emploi
Les Nations unies estimaient un taux général d'emploi autour des 20 %, en 2015. Dans toute l'Europe, d'après l'estimation du collectif d'associations Autisme Europe, entre 76 et 90 % des personnes avec troubles du spectre de l'autisme sont sans emploi en 2014. Il n'existe pas de statistiques officielles générales (internationales) concernant les taux d'emploi des adultes autistes, mais uniquement des statistiques par sous-groupes. En France (en 2017), il n'existe aucune donnée fiable, ; la CNSA estimait (2016), sur la base de la synthèse effectuée par la Haute Autorité de santé en 2010, que 56 % des adultes autistes peuvent travailler à temps partiel cinq heures par semaine en moyenne, et qu'entre 1 et 10 % ont un travail à temps complet.
D'après la recension de la littérature scientifique effectuée par les chercheuses Alissa Levy et Adrienne Perry, publiée en 2011, 24 % des autistes en moyenne trouvent un emploi au cours de leur vie, généralement de façon discontinue et/ou à temps partiel. Les postes concernés sont mal payés et peu valorisants. D'après la NAS, ce taux d'emploi est de 32 % au Royaume-Uni tous types de postes confondus en 2017, dont 16 % à temps plein, un taux relativement stable depuis 2007. D'après Damian Milton (lors de la journée d'étude de la NAS, le 7 mai 2015), seul 15 % d'un échantillon de 2 000 personnes autistes interrogées au Royaume-Uni avait un emploi rémunéré à temps plein,. Aux États-Unis, l'étude de 72 adultes autistes sur 12 ans montrent que seuls un peu moins de 25 % d'entre eux ont gardé un emploi durant la totalité de la période, alors que les trois quarts ont trouvé un emploi sur au moins une courte période.
Deux phénomènes créent des biais de sélection. Des personnes en emploi ignorent qu'elles sont autistes, en particulier chez les femmes. D'autres n'ont pas le bon diagnostic (psychose infantile...), ou disposent d'un diagnostic, mais refusent de le communiquer, et/ou cachent leurs particularités de comportement à leurs collègues et employeurs, : 9 % des 99 personnes en emploi interrogées pour une enquête de Malakoff Médéric en 2015 déclarent ne dire à personne qu'elles sont autistes ; seules 26 % en informent leurs supérieurs et collègues.
La recension de Scott et al. (2019) cite les chiffres de synthèse suivants :
| Pays        | Estimation du taux d'emploi tous types confondus                                       | Estimation du taux d'emploi à temps plein |
| ----------- | -------------------------------------------------------------------------------------- | ----------------------------------------- |
| Australie   | 42 %                                                                                   |                                           |
| États-Unis  | 58 % (chez les 15-25 ans)                                                              | 21 %                                      |
| France      | Estimation de 0,5 % en milieu ordinaire (contesté par les données CNSA) ; taux inconnu |                                           |
| Royaume-Uni | 34 %                                                                                   | 15 %                                      |

Aux États-Unis, environ la moitié (53,4 %) des jeunes adultes ayant un trouble du spectre de l'autisme (TSA) ont travaillé après la fin de leurs études (chiffres 2011), ce taux étant le plus faible parmi les groupes de personnes en situation de handicap,. Michael Bernick et Richard Holden (2015) estiment que le taux de chômage global des autistes américains se situe entre 60 et 70 %.

### Facteurs de chômage
Des caractéristiques comportementales distinguent les personnes autistes qui se maintiennent en emploi de celles qui n'y parviennent pas, les femmes ayant davantage de difficultés à trouver un emploi que les hommes. Une étude américaine auprès de 254 adultes autistes montre que ceux qui divulguent leur diagnostic à leur employeur ont trois fois plus de chances d'être embauchés que ceux qui ne le divulguent pas.
Le taux d'emploi est meilleur pour les personnes ayant des aptitudes sociales et conversationnelles. Le taux de chômage des personnes autistes diagnostiquées avec une déficience intellectuelle est environ 3 fois plus élevé. Cependant, une étude plus récente (2018) basée sur le suivi d'une cohorte de l'Utah depuis les années 1980, tend à invalider la relation entre score de quotient intellectuel et taux d'emploi, et à conclure que l'absence de maîtrise des compétences sociales est le principal facteur de chômage. De même, d'après Laurent Mottron, en Amérique du Nord (2011), environ 10 % des autistes ne peuvent pas parler et 90 % n'ont pas d'emploi régulier, 80 % des adultes autistes restent dépendants de leurs parents ; pourtant, seule une minorité d'entre eux ont un trouble neurologique associé qui diminue l'intelligence (par exemple, le syndrome de l'X fragile).

## Accessibilité et intérêts de l'emploi

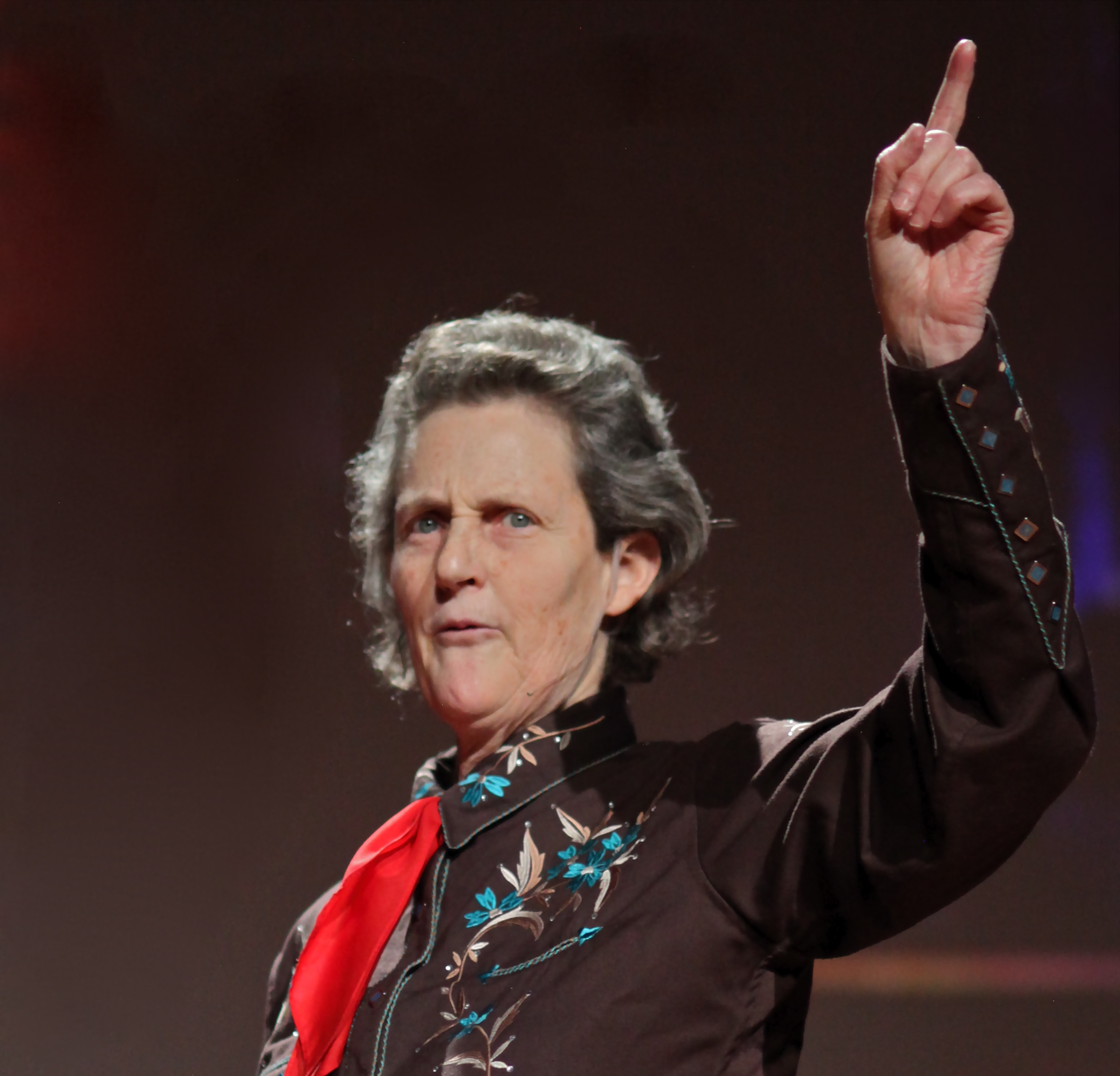
Temple Grandin (ici, en 2010) a identifié des caractéristiques communes aux personnes autistes qui réussissent leur carrière professionnelle.

Les autistes adultes ressentent comme les personnes non-autistes le besoin d'être utiles pour la société, et d'éprouver un sentiment de confort. Des différences d'attentes existent cependant entre personnes autistes et non-autistes : l'absence de cercle d'amis pourra être vécue comme problématique pour une personne non-autiste, mais non par une personne autiste. En France, le rapport collectif de la Haute Autorité de santé (HAS) et de l'Agence nationale de l'évaluation et de la qualité des établissements et services sociaux et médico-sociaux (ANESM) recommande (2018) de permettre un accès à des « activités susceptibles de favoriser l’estime de soi et la reconnaissance sociale pour tout adulte autiste et notamment ceux éloignés de l'emploi ». Un emploi tend à améliorer la qualité de vie et les performances cognitives, tout en constituant un moyen d'intégration,,,,. À l'inverse, l'absence d'emploi entraîne des répercussions négatives en termes de statut socio-économique, de santé mentale, et de qualité de vie. Avec l'augmentation des diagnostics de TSA, l'accès à l'emploi des personnes concernées devient une problématique sociale majeure, d'autant plus que les difficultés rencontrées sont uniques et propres aux TSA. Le passage à l'âge adulte est souvent une période difficile, source d'anxiété et d'incertitudes. La nécessité d'un accompagnement à l'emploi résulte principalement de l'attitude des secteurs de la formation et de l'emploi vis-à-vis des particularités des personnes autistes. Certaines ne peuvent cependant pas s'insérer dans le milieu professionnel.
Il n'existe généralement aucune obligation légale de mentionner un diagnostic d'autisme sur un CV. Les compensations financières accordées aux personnes en situation de handicap, selon les règles du pays concerné et le type d'allocations, peuvent exiger de ne pas dépasser un plafond de ressources : de ce fait un certain nombre d'adultes autistes exercent dans des emplois bénévoles.
En octobre 2015, la chercheuse australienne Melissa Scott et son équipe publient dans PLOS One une étude sur 40 adultes autistes dans le cadre de leur travail, et 35 employeurs : la majorité des adultes autistes sont d'après eux capables d'avoir un emploi. Ces emplois peuvent être exercés en milieu ordinaire ou en milieu protégé, en secteur concurrentiel ou non-concurrentiel,.
Temple Grandin cite trois caractéristiques communes aux personnes autistes ayant réussi leur carrière professionnelle :
- avoir eu l'opportunité de développer ses points forts, avec un soutien dans cet objectif ;
- être aidé(e) durant l'adolescence et au début de leur vie adulte à travailler ses compétences sociales, et notamment à comprendre les relations humaines en matière d'emploi ;
- prendre des médicaments ou adapter ses habitudes alimentaires et sportives pour gérer les problèmes sensoriels, et les troubles associés, entre autres la dépression et l'anxiété.

### Avantages sélectifs
La situation de handicap des adultes autistes s'accompagne d'avantages sélectifs dans la réalisation de tâches spécifiques,, notamment celles mettant en œuvre des aptitudes visuelles, ce qui se traduit par un rendement plus élevé,. Il existe un « ample niveau de preuves » en faveur du bénéfice potentiel qu'auraient les entreprises à embaucher des personnes autistes sur les tâches mobilisant leurs points forts,,, telles que la résolution de problèmes, l'attention aux détails, la précision, la mémoire, les capacités techniques, ou encore les connaissances factuelles et détaillées concernant des domaines spécialisés,. Cependant, en emploi, la vision dominante repose sur le modèle médical de l'autisme, qui le considère comme une somme de déficits :

« Cette prédominance du modèle médical ou basé sur des interventions visant uniquement à compenser les déficiences entraîne une vision déséquilibrée de l’autisme qui serait comme une somme de déficits à compenser pour pouvoir accéder à l’emploi. Ce paradigme empêche de voir les compétences développées par les personnes autistes »

— Melissa Scott et al..
Les adultes autistes développent souvent un intérêt intense et durable pour un domaine spécialisé. Ces centres d'intérêt peuvent être variés, les connaissances y sont le plus souvent acquises en autodidacte. L'informatique et l'apprentissage des langues constituent deux centres d'intérêt fréquents chez les adultes en milieu ordinaire, auxquels s'ajoutent une grande diversité d'activités dans des domaines tels que la psychologie, la musique, la comptabilité, le dessin, la géographie, le droit, la photographie, la cuisine, ou encore les mathématiques. Des adultes autistes apportent et ont apporté de nombreuses contributions à l'économie, mais ces contributions sont peu visibles, car généralement effectuées dans la discrétion et l'anonymat.
Stephen M. Shore, docteur en sciences de l'éducation, met en avant la tendance aux routines comme un avantage se traduisant par un meilleur respect des horaires, et un moindre absentéisme pour cause de maladie. Quelques études soulignent cet absentéisme moins fréquent parmi la population autiste, ainsi qu'une tendance générale des employeurs à reconnaître des qualités de confiance et de fiabilité chez leurs collaborateurs autistes, en particulier sur des tâches mettant en œuvre un haut niveau de concentration et de la répétitivité,. Sont également reconnus, chez les travailleurs autistes, des qualités de sérieux, du perfectionnisme, de la ponctualité, et le respect des délais.
Les situations de solitude et d’isolement social ne sont généralement pas vécues comme pénibles par les adultes autistes, au contraire de leurs pairs non-autistes. L'absence d'intérêt pour la socialisation peut aussi constituer un avantage au sein d'une entreprise, le travailleur autiste ne perdant pas de temps de travail à socialiser ou discuter avec ses collègues.
Ces compétences potentielles des adultes autistes sont le plus souvent ignorées du monde professionnel, bien qu'elles soient précieuses sur le marché du travail.

### Conditions de réussite
Un groupe de chercheurs néerlandais publie en 2013 une analyse des facteurs de succès dans l'emploi chez 563 personnes autistes ou avec trouble de déficit de l'attention : les trois facteurs principaux sont une vie indépendante (seul(e) ou avec un(e) partenaire, hors institution spécialisée), un soutien de la communauté, et une motivation à trouver et occuper l'emploi en question,. De fait, les personnes autistes issues de familles aisées, ayant bénéficié de conseils et d'aide, sont statistiquement les plus susceptibles d'accéder à un emploi gratifiant. Temple Grandin et Stephen M. Shore estiment important de maintenir un lien entre centres d'intérêt et activité, et de permettre aux personnes autistes d'obtenir un emploi dans ces centres d'intérêt. Josef Schovanec nuance cette observation, certaines personnes autistes n'ayant pas de centre d'intérêt apparent, ou changeant d'intérêt au cours de leur vie. La HAS et l'ANESM recommandent de s'appuyer sur les centres d'intérêt pour l'accompagnement à l'emploi, à moins qu'ils ne soient trop envahissants.
Le travail dans un environnement adapté à l'autisme (autism friendly) est largement reconnu comme étant plus efficient et source de davantage de satisfaction pour les personnes autistes qu'un travail en environnement non-adapté.
Comme le soulignent les Dr Dominique Donnet-Kamel et Patrick Chambres, de l'Association pour la recherche sur l'autisme et la prévention des inadaptations (ARAPI), les postes en télétravail présentent de nombreux avantages au regard des particularités des personnes autistes (cadre connu, choix des horaires, réduction de la pression sociale, alternance entre travail à domicile et en entreprise),. Le secteur associatif social et solidaire constitue aussi un domaine privilégié d'intégration dans l'emploi. Le compagnonnage peut être adapté, mais pose souvent le problème de la vie en collectivité. Il existe enfin des cas notables de carrières fructueuses faisant suite à un éloignement géographique du lieu d'origine de la personne.

### Domaines d'activité

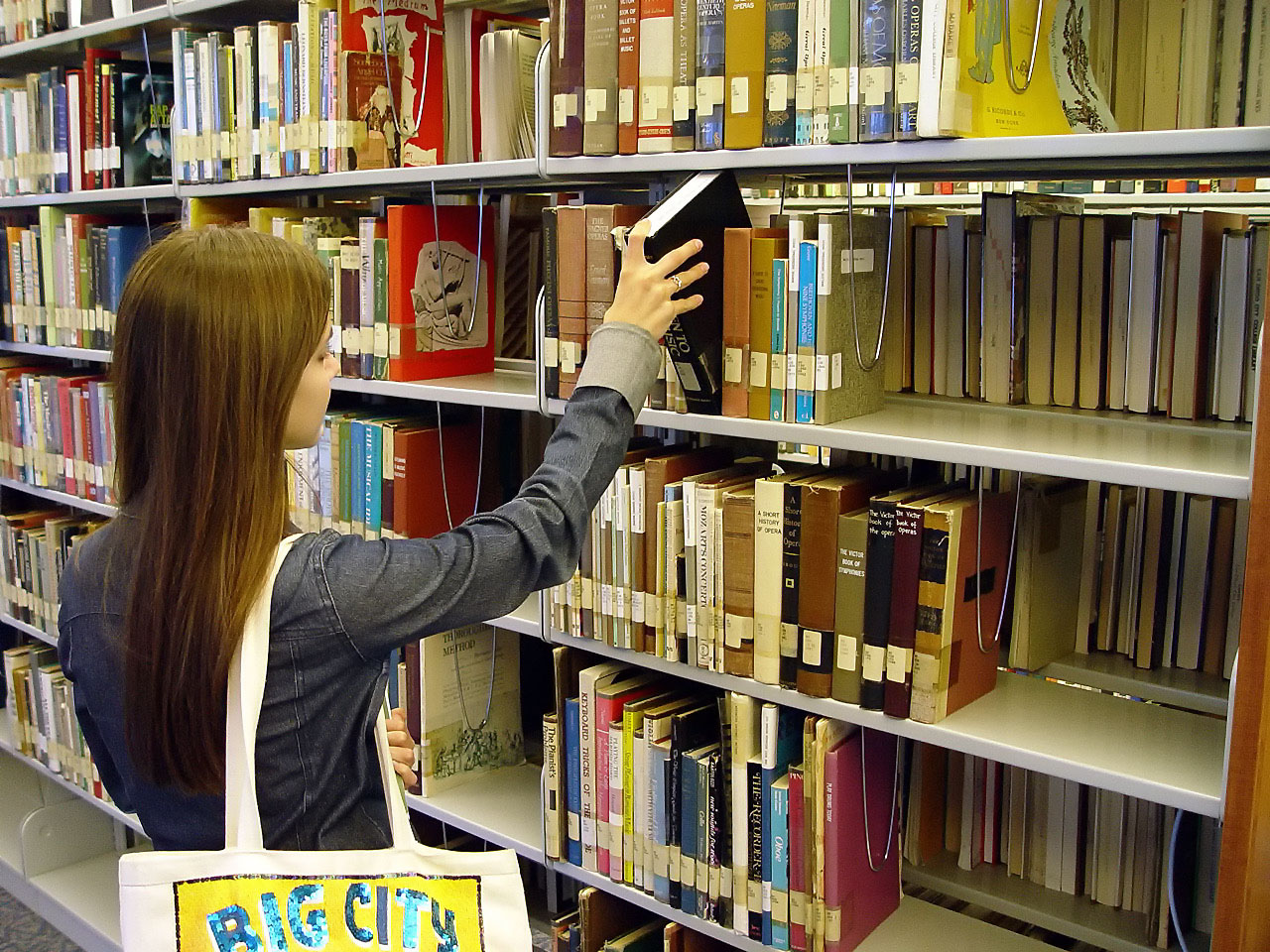
Les métiers des bibliothèques attirent de nombreuses personnes autistes.

L'idée selon laquelle seule une gamme restreinte de métiers serait possible pour les personnes autistes constitue un préjugé répandu. Les emplois qui peuvent être exercés sont variés,, depuis les postes « de base » jusqu'aux postes très techniques,. Il existe de nombreuses opportunités de carrière, même dans des métiers en indépendant, bien que ces derniers conviennent plus spécifiquement aux personnes autistes les plus autonomes. Des facteurs culturels créent des différences dans l'exercice des métiers en fonction des pays. La bourse et la comptabilité emploient notoirement des autistes dans le monde anglo-saxon, ce qui n'est pas le cas en France. Des représentations erronées associées à certains métiers, tel celui de diplomate, entretiennent l'idée selon laquelle des carrières seraient inaccessibles aux personnes autistes. L'emploi idéal se situe dans un domaine nécessitant peu de compétences sociales, accordant un temps d'apprentissage, impliquant un nombre réduit de stimulations sensorielles, et dans lequel les tâches à accomplir sont clairement définies.
Les métiers de l'informatique font l'objet d'un engouement et d'embauches, ce qui a diffusé l'idée fausse selon laquelle ce secteur conviendrait à toutes les personnes autistes. D'après Josef Schovanec, la plupart des autistes ne s'intéressent pas à l'informatique, ou peinent à en tirer des revenus lorsque cela constitue leur centre d'intérêt. Le secteur des hautes technologies est le mieux couvert en termes de solutions proposées aux adultes autistes, et ce dans divers pays développés,,,, malgré son inadéquation avec les souhaits de carrière exprimés. Temple Grandin souligne que de nombreux informaticiens autistes ont apporté des contributions majeures à ce secteur. D'après Michael Bernick et Richard Holden (2018), la majorité des postes disponibles et adaptés ne se situent pas dans le domaine des hautes technologies, mais dans celui de l'« économie pratique ».
Le secteur de l'armée entretient une longue tradition d'accueil de profils atypiques ; le projet Ro'im Rachok (2013 -) a joué un rôle pionnier dans l'inclusion professionnelle en Israël. Il est possible que certains programmes passés de l'armée russe aient été conduits avec des autistes, bien que cela reste spéculatif. L'hôtellerie-restauration constitue également un secteur ouvert aux profils atypiques. Les métiers de la traduction-rédaction, souvent demandés, sont adaptés aux adultes autistes car demandant un travail solitaire et hautement technique, avec une certaine souplesse dans les horaires. Les métiers au contact de la nature, des végétaux et des animaux (horticulture, secteur équestre...) font partie des centres d'intérêt fréquents, des exemples individuels d'agriculteurs et d'éleveurs autistes ayant été médiatisés,,. Le plus connu est celui de la zootechnicienne, et docteur en sciences animales, Temple Grandin. Les métiers de l'art et de l'artisanat, qui « ont pour point commun d'exiger une haute précision des gestes, une grande patience lors d'un travail souvent solitaire », attirent eux aussi une proportion importante d'autistes, sans pour autant nécessiter « de compétences sociales ou verbales poussées ». Il en est de même pour les métiers de la mécanique. Une part importante d'autistes souhaitent travailler dans les bibliothèques, mais cette volonté est rarement en phase avec la réalité du métier et le nombre de postes disponibles. Il existe des opportunités de carrière dans le secteur de l'autisme lui-même, tant en France que dans le monde anglo-saxon, entre autres pour assurer la représentativité des personnes autistes auprès des pouvoirs publics. Les métiers de l'enseignement supérieur et de la recherche constituent parfois la seule piste professionnelle de certains adultes autistes hautement qualifiés. Des métiers et choix de vie solitaires ont historiquement constitué des refuges pour des adultes autistes, tels que ceux de berger, le monachisme, et l'ascétisme, s'agissant d'un mode de vie sans contacts sociaux, incluant de nombreuses routines.
Certains secteurs sont notoirement inadaptés aux profils autistes. Temple Grandin déconseille entre autres les métiers du domaine des sciences politiques, du commerce, et les postes qui impliquent une utilisation régulière du téléphone, en raison des problèmes de surcharges sensorielles et de sur-sollicitation des compétences sociales.

## Explications des difficultés
Les difficultés rencontrées par les personnes autistes sur le marché du travail ont des explications multiples, liées entre autres à la communication et aux interactions sociales avec les employeurs et collègues, à leurs hypersensibilités sensorielles,, mais aussi à un environnement de travail inadapté à leur handicap, et à la méconnaissance de l'autisme de la part des employeurs potentiels, qui tendent à se focaliser sur les « déficits » de la personne sans voir ses points forts. Très peu d'études prennent en compte le rôle joué par les facteurs environnementaux dans la limitation des accès à l'emploi, alors que le modèle social du handicap devrait primer sur le modèle médical dans ce contexte. Le taux de chômage ne semble pas réductible sans prise en compte de cet aspect social du côté des employeurs. Le niveau de qualification est moins souvent cité en tant que facteur limitant que les problèmes de communication et d'organisation dans l'emploi, en particulier l'inadaptation de l'environnement et de l'équipement.
D'après Temple Grandin et la militante américaine Rudy Simone, la plus grosse difficulté rencontrée n'est pas dans l'apprentissage de l'emploi lui-même, mais dans la gestion des particularités dues aux troubles du spectre de l'autisme (TSA), incluant des obsessions, stéréotypies et rituels, difficultés motrices (apraxie),, difficultés de planification des tâches dues au fonctionnement de la mémoire de travail dans l'autisme, et autres troubles associés,, tels que la possibilité d'une dépression ou d'un trouble bipolaire. Les « comportements problèmes », selon la terminologie officielle, sont réductibles via un renforcement positif.
Le refus fréquent des adultes autistes de communiquer à propos de leur autisme sur leur lieu de travail entraîne l'absence de mesures d'accompagnement et de sensibilisation, ainsi que des erreurs d'interprétation de leur comportement, aboutissant à des échecs d'intégration. Le profil des adultes autistes est souvent déstabilisant pour leurs collègues et employeurs,. L'association populaire entre autisme et enfance retarde la prise en compte du phénomène : « l'emploi et la vie adulte ne font traditionnellement pas partie de la vision de l'autisme et donc ne sauraient représenter des priorités ».
L'argument couramment utilisé pour justifier le sous-emploi des personnes handicapées, le manque de compétences, ne s'applique pas toujours pour ce qui concerne l'emploi des personnes autistes. La recension de littérature scientifique montre que les adultes autistes les plus rejetés de l'emploi sont en réalité ceux qui manifestent le plus de troubles du comportement. Il n'existe par ailleurs pas de compétences de leadership particulièrement attendues par l'ensemble des personnes autistes, chacune pouvant avoir une sensibilité particulière et une appréciation différente de ces qualités.
Les cursus suivis par les personnes autistes sont souvent liés à leurs centres d'intérêt, peu compatibles avec la réalité du marché du travail. Les résultats de l'étude de Scott et de son équipe (2015) montrent que, bien que les deux groupes (employés et employeurs) semblent engagés dans un processus d'emploi, il existe une différence dans la compréhension du type de soutien requis sur le lieu de travail, des attentes et des exigences de productivité, qui entrave la réussite de la personne autiste dans l'emploi. D'après les auteurs, « ces résultats mettent en évidence la nécessité de faciliter la communication entre les employés et les employeurs pour assurer une compréhension claire des besoins des deux groupes ». Enfin, le coût des mesures d'accompagnement à l'emploi peut être un frein, les personnes autistes étant considérées comme l'un des groupes les plus coûteux en termes de soutien requis.

### Barrage à l'entretien d'embauche

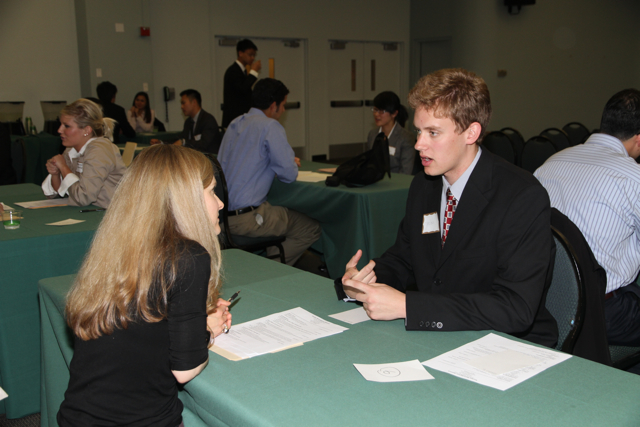
L'entretien d'embauche, basé sur les compétences sociales, est particulièrement discriminant pour les adultes autistes.

L'entretien d'embauche est cité comme étant probablement « la partie la plus difficile de la recherche d'emploi pour les personnes avec autisme »,,. D'après l'enquête Malakoff Médéric, il « apparaît comme une barrière très discriminante pour une personne autiste qui joue mal la comédie sociale attachée à ce rite de passage. Elle échoue aux tests psychologiques dont elle ne déjoue que rarement les pièges ». Le rejet de l'entretien d'embauche est quasi unanime parmi les adultes autistes,. De plus, il y a fréquemment méconnaissance de l'autisme parmi les directions des ressources humaines en France, par exemple par confusion avec la schizophrénie.
D'après Josef Schovanec, l'épreuve est rendue difficile, sinon impossible à réussir, parce que le jugement est fondé non pas sur la détention des compétences requises pour le poste, mais sur le respect de codes sociaux (politesse, habillement, coiffure...) pendant l'entretien, qui constituent un point de difficulté commun à tous les autistes,. Dans la majorité des pays, les adultes autistes qui ont accédé aux postes souhaités y sont parvenus par cooptation, sans passer d'entretien d'embauche. Un entraînement préalable permet de se préparer aux questions posées lors de ce type d'entretien, et d'améliorer les chances de succès,.

### Compétences sociales
L'un des défis majeurs posés par les TSA réside dans la gestion des compétences sociales, des amitiés, des difficultés de communication (notamment pour tenir et gérer des conversations), et des difficultés à deviner les désirs et pensées des autres (théorie de l'esprit),,. Les relations sociales constituent un facteur majeur de rejet de l'emploi,,, et une source de stress importante pour les travailleurs autistes. Comme le souligne Brett Heasman (PhD), le phénomène d'incompréhension est bilatéral : si les adultes autistes interprètent souvent les intentions de leurs employeurs et collègues de façon erronée, ces derniers mésinterprètent également souvent les intentions du travailleur autiste, par exemple en lui prêtant à tort des intentions égoïstes. Une personne autiste peut involontairement passer pour très malpolie vis-à-vis de ses collègues, bien qu'elle n'aie aucune intention de l'être. Beaucoup manquent de diplomatie. La gestion de la hiérarchie au travail pose problème, de même que l'incompréhension du relationnel entre salariés en entreprise, en particulier concernant la mise en compétition. Environ 80 % des adultes autistes interrogés pour l'enquête Malakoff Médéric déclarent ne pas se sentir à l'aise dans un groupe.
Une promotion de poste peut être non-souhaitée et néfaste, car cela inclut souvent la nécessité d'encadrer ou de gérer des groupes de travail, compétences qui font notoirement partie des points faibles des travailleurs autistes. Les pires cas entraînent une tentative de suicide après une promotion induisant un changement de type d'activités du travailleur autiste, s'il se trouve éloigné de la tâche qu'il affectionnait. L'évolution de certains secteurs économiques s'est effectuée à leur détriment, entre autres dans l'informatique, qui exige de plus en plus de compétences sociales. Les chargés de recrutement sont souvent surpris par le profil des personnes autistes fortement diplômées, puisque les attentes des entreprises portent aussi sur de bonnes aptitudes sociales et managériales.
Temple Grandin insiste sur la nécessité d'apprendre aux personnes autistes à ne pas critiquer leurs collègues et supérieurs, et à travailler sur leurs capacités d'organisation. Elle estime également qu'il est important de sensibiliser les collègues et les supérieurs aux difficultés sociales des personnes autistes. Sandrine Gille, une femme diagnostiquée avec un syndrome d'Asperger et un haut potentiel intellectuel à l'âge adulte, témoigne de ses difficultés dans l'emploi en insistant sur les stratégies de compensation et d'imitation mises en place : « Ce qui semblait si naturel, allant de soi, dans le mode de communication entre collègues, hiérarchie, et autres subtilités sociales, m'apparaissait comme un univers entier à décoder et travailler, une forme de mimétisme à mettre en place pour pouvoir sembler « être la plus naturelle possible » et ne pas me mettre en danger ». Elle insiste également sur l'acceptation du monde professionnel : « accepter qu'une personne qui se présente avec un trouble envahissant du développement, puisse s'avérer être un excellent collaborateur, si on prend le temps de le comprendre et de l'accepter comme il est ».

### Dysrégulation émotionnelle
Des difficultés de gestion d'émotions telles que la colère, l'anxiété et la dépression sont fréquemment liées à l'autisme,,. Le stress au travail est très fréquent, la quasi-totalité des travailleurs autistes témoignant en expérimenter et être facilement placés dans ces situations de stress, notamment par les imprévus. La sociabilisation avec les pairs neurotypiques est également source de stress. Un problème de retard des transports en commun peut déclencher une crise de panique, ou une absence sur le lieu de travail. Ce stress au travail est connu pour générer des automutilations. L'un des principaux facteurs d'échec d'intégration des personnes autistes dites de haut niveau réside dans la perturbation de leurs routines.
La sensibilité aux imprévus se traduit souvent par des réactions vives en cas d'interruption durant une tâche qui requiert de la concentration, chez environ la moitié des travailleurs autistes. Par ailleurs, la moitié des travailleurs autistes également témoignent avoir expérimenté au moins un burn-out.

### Troubles sensoriels
D'après la professeure Temple Grandin, la plupart des personnes autistes qui rencontrent de gros problèmes d'emploi à l'âge adulte souffrent spécifiquement d'hypersensibilités sensorielles, ces troubles sensoriels étant un facteur de perte d'emploi. L'enquête de la Fondation Malakoff Médéric souligne (2015) que « les aspects sensoriels sont essentiels à prendre en compte pour la réussite et la pérennité d’une inclusion dans l’emploi » : les trois quarts des 99 travailleurs autistes interrogés déclarent avoir des hypersensibilités aux bruits, aux odeurs, au goût ou au toucher. Les personnes autistes peuvent aussi être dérangées par certaines perceptions visuelles. Ces hypersensibilités génèrent une importante fatigue au travail, notamment en raison des efforts d'adaptation fournis. L'essentiel des travailleurs autistes déclarent ne pouvoir travailler correctement dans un aménagement en open space, en raison notamment du bruit ambiant dans ces espaces de travail, et souhaitent un bureau individuel.
Certaines personnes avec autisme ont à l'inverse des hyposensibilités, associées à des comportements d'autorégulation, ou présentent à la fois hyper- et hyposensibilités, ce qui peut se traduire, chez une même personne, par un refus de contacts tactiles et un besoin de mouvements physiques.

### Motivation et différences de perception de la pénibilité
Il y a souvent négligence des souhaits et aspirations des adultes autistes en matière d'emploi, en raison du faible nombre de postes accessibles. Les préférences et attentes des personnes autistes au travail peuvent être radicalement différentes de celles des personnes non-autistes. Dans la population générale, les facteurs de motivation au travail reposent sur le salaire et les primes, la perspective d'une promotion appuyée sur la symbolique du pouvoir, et des avantages sociaux en termes de loisirs et de rencontres festives. Il arrive qu'aucun de ces facteurs de motivation ne fonctionne chez une personne autiste, débouchant sur son licenciement. Les profils autistes sont en général peu attirés par les postes à responsabilités ou de pouvoir.
La pénibilité au travail peut être vécue différemment de chez les pairs non-autistes : en France, le travail de nuit et le travail répétitif, qui entrent dans la définition légale de la pénibilité, peuvent être vécus comme des situations moins pénibles pour un travailleur autiste que d'autres situations n'entrant pas dans cette définition, telles que l'imprévisibilité dans l'emploi et l'évolution dans un milieu socialement chargé. Les adultes autistes préfèrent généralement des emplois incluant une certaine routine au travail,.

## Discriminations et injustices dans l'emploi

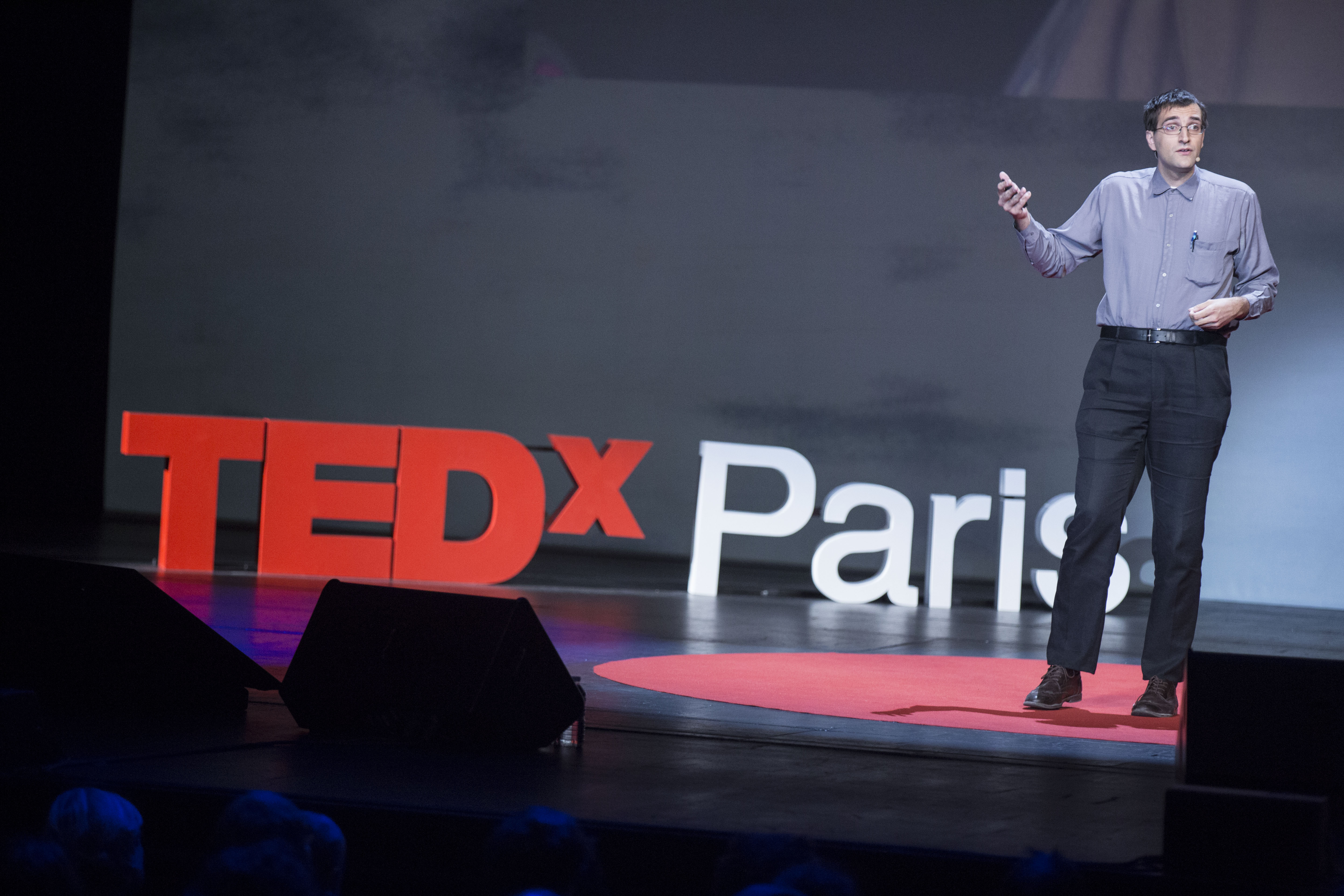
Josef Schovanec (EHESS), chercheur et militant.

D'après l'association Autisme Europe, la stigmatisation et la discrimination sont les plus grosses difficultés à surmonter. D'après Laurent Mottron, les employeurs affectent souvent aux autistes des tâches subalternes et répétitives, sans réaliser de quoi ces personnes sont capables. La fondation Malakoff Médéric note que :

« L'emploi des personnes porteuses d'un handicap cognitif [...] est jusqu’à présent focalisé sur des activités particulièrement peu reconnues, répétitives, avec un potentiel économique faible, et sans perspective d'évolution personnelle ou professionnelle. Souvent, le choix de l'activité en question est le fait de l'institution et non pas des envies de la personne, encore moins des besoins de l'économie en général. Les effets délétères à long terme en sont connus : démotivation, nécessité de lourdes subventions et de dérogations au droit du travail pour maintenir l'activité à flot, impossibilité de s'épanouir sur le plan personnel »

— Rapport de la fondation Malakoff Médéric
Temple Grandin note que les personnes autistes exerçant sur des postes peu qualifiés sont plus susceptibles d'être victimes de discriminations et de souffrance au travail que celle qui accèdent à des postes plus valorisants, car une certaine excentricité est tolérée chez des personnes considérées comme talentueuses. Ces dernières peuvent toutefois susciter la jalousie de leurs collègues. Les problèmes sociaux rencontrés au travail sont très fréquents. De plus, l'intersectionnalité des discriminations doit être prise en compte : aux États-Unis, notamment, les personnes autistes de peau blanche ont davantage de chances de trouver un emploi que celles de peau noire,. L’analyse des plaintes de personnes handicapées pour discrimination dans l'emploi aux États-Unis montre que les plaintes d'adultes autistes sont les plus nombreuses à l'encontre du secteur de la vente au détail, et émanent plus souvent des hommes, en particulier issus d'ethnies amérindiennes.
D'après les données de la NAS publiées en 2016, 43 % des personnes autistes britanniques qui connaissent ou ont connu une situation d'emploi déclarent avoir perdu un poste en raison de discriminations liées à leur autisme. Elles sont 81 % à déclarer avoir subi du harcèlement, des injustices ou un manque de soutien sur leur lieu de travail. En Italie, la loi prévoit que les personnes handicapées puissent accéder à l'emploi, mais dans les faits, l'absence de postes protégés rend toute intégration très difficile, sinon impossible : « Et, si l’un d’entre eux, doué de meilleures compétences en matière de communication et de relation, parvient à terminer ses études, à obtenir un diplôme ou une licence, il ne trouve pas de travail durable parce que personne ne se donnera la peine de reconnaître ses caractéristiques et d’apporter, éventuellement, une petite modification – d’horaire ou de cadre de travail – qui rende la vie moins difficile à une personne aussi fragile sur le plan de l’interaction ».
Généralement, les employeurs et les directeurs des ressources humaines ne reconnaissent pas qu'ils pratiquent une forme de discrimination lorsqu'ils jugent des personnes autistes sur leurs compétences sociales, et justifient leur non-emploi par la lourdeur de leur handicap. Au Royaume-Uni, en cas de soupçon de discrimination, il convient de demander précisément les raisons du refus ou de la perte d'un emploi. En cas de procès, un juge pourra évaluer si ces raisons sont valables pour le poste en question, ou si le traitement de la personne autiste relève d'une discrimination. Les personnes autistes confrontées aux milieux professionnels ont souvent peu d'estime d'elles-mêmes,. Josef Schovanec (2017) identifie deux âges de la vie adulte « particulièrement dignes d'attention » : les premières années à l'issue de l'adolescence, associées à une phase de flottement ; puis un phénomène de résignation constaté à partir d’un certain âge, auquel seraient enclines « les personnes particulièrement douées dont les talents n'ont aucunement été pris en compte ».

### Refus d'adaptation du poste

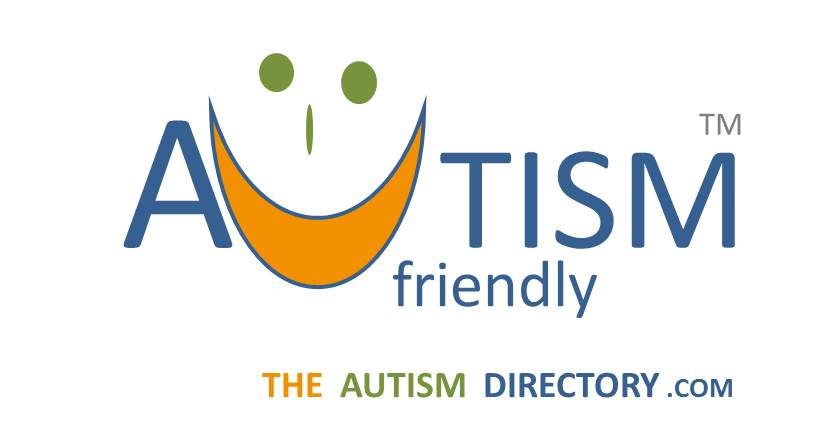
Vignette en, indiquant les lieux accessibles aux personnes autistes.

La prise de mesures d'adaptation du poste de travail par l'employeur est rare. Il y a souvent refus des adaptations spécifiques aux personnes autistes, telles qu'un bureau individuel plutôt qu'un aménagement en open space, la conservation des portes des bureaux fermées, ou l'éloignement d'un ascenseur, au motif que « tout le monde doit faire un effort ». Par ailleurs, la fatigabilité des personnes autistes sur un lieu de travail inadapté à leur handicap est peu prise en considération, alors qu'environ 80 % des travailleurs interrogés pour l'enquête Malakoff Médéric déclarent une fatigabilité plus importante que les personnes non-autistes. Plus de la moitié des travailleurs autistes interrogés souhaiteraient travailler en horaires décalés, afin d'éviter la présence d'un grand nombre de collègues et l'affluence dans les transports en commun.
Un problème fréquent est celui du relâchement progressif des efforts d'intégration après l'embauche, ou de l'opinion selon laquelle la personne autiste capable de compenser son handicap au travail n'a pas besoin d'adaptations sur la durée. Les difficultés d'accessibilité et d´adaptabilité au poste de travail sont à relier aux difficiles mises en accessibilité à la clientèle autiste de la part des professionnels (coiffure, apprentissage de la conduite automobile, grande distribution en général), presque totalement absente en France, alors que cette mise en accessibilité est réalisée dans le monde anglo-saxon.

### Non-rémunération ou exploitation
Des témoignages d'exploitation de travailleurs autistes par des collègues ou employeurs malintentionnés ont été recensés, cela étant rendu possible par leur fréquente naïveté en matière de relations humaines, particulièrement durant les premières années de la vie adulte. Par ailleurs, il est très largement admis que les postes réservés aux personnes handicapées soient moins rémunérés que ceux des personnes valides.
Un certain nombre d'entreprises ne rémunèrent pas le travail fourni par les autistes, sans leur donner d'explications, en particulier les pigistes. Le rapport de Josef Schovanec donne une estimation d'environ un tiers de travaux non-rémunérés, au mépris des obligations légales, les personnes autistes étant notoirement réticentes à porter plainte ou à menacer les entreprises en question. Il témoigne avoir été victime de mauvaises pratiques au début de sa vie d'adulte, telles que la non-rémunération de ses traductions après que celles-ci ont été effectuées.

### Croyances associées à un degré d'autisme supposé
Bien qu'il existe une grande diversité de profils parmi les personnes autistes, la présence d'une déficience intellectuelle est beaucoup plus rare que les employeurs ne se l'imaginent,. C'est plutôt l'absence de maîtrise du langage oral qui compromet sévèrement les chances de succès professionnel. Plus l'autisme de la personne est considéré comme « léger » vu de l'extérieur, plus grandes sont ses chances d'obtenir un emploi gratifiant. Ces derniers concernent le plus souvent de facto des personnes diagnostiquées avec un syndrome d'Asperger ou un « autisme à haut niveau de fonctionnement ».
Josef Schovanec souligne l'existence d'un « mythe de l'autiste lourd », entretenant la croyance en « un lien entre le prétendu degré d'autisme et les troubles du comportement ». Il cite en exemple l'expérience de recrutement du groupe Andros, concernant principalement de jeunes adultes autistes non-verbaux, qualifiés d'« Asperger » dès qu'ils étaient en poste. Les employeurs potentiels ont en effet tendance à ne demander que des profils « Asperger », alors qu'aucune recherche ne démontre de relation entre cette ancienne catégorie médicale et une plus grande compétence professionnelle.

## Mesures

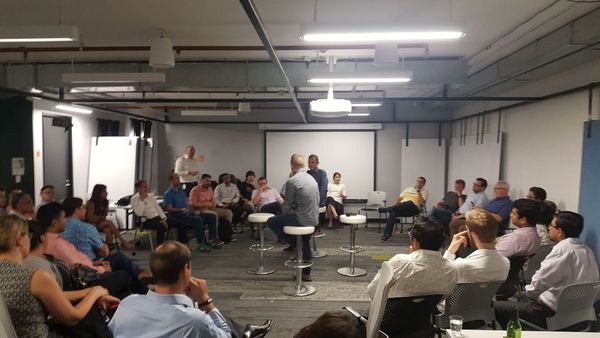
Séance de coaching en entreprise.

Le succès d'une intégration réussie en entreprise repose à la fois sur des efforts d'apprentissage de la part des travailleurs autistes, et sur des adaptations de leurs conditions de travail,. Différentes mesures sont expérimentées, prenant en compte des difficultés telles que l'entretien d'embauche, l'autonomie, et l'adaptation du poste de travail. Les employeurs britanniques sont incités à prendre en compte les profils autistes, par exemple en ne demandant pas de compétences de communication si le poste n'en exige pas, et en évitant d'évaluer les candidats sur leurs interactions sociales pendant l'entretien d'embauche, pour favoriser une intégration dans l'emploi. En Allemagne (2012), il existe un site web pour mettre en relation des employeurs en recherche de compétences ou de profils particuliers, auxquels peuvent répondre des personnes avec autisme. Aux Pays-Bas, un dispositif similaire a été créé pour que les chercheurs d'emploi autistes puissent se créer un profil en ligne et recevoir du soutien en valorisant leurs points forts. Josef Schovanec estime que les personnes autistes ont besoin d'un job coaching (accompagnement à l'emploi) et d'une formation aux difficultés qui accompagnent la vie professionnelle. Par ailleurs, Temple Grandin souligne que le soutien offert par ses professeurs et les personnes qui lui ont enseigné des compétences sociales lui fut essentiel.
Dawn Hendricks insiste sur la nécessité d'un job placement (placement dans l'emploi), c'est-à-dire d'une recherche d'emploi ciblée sur le centre d'intérêt et les points forts de la personne. Le passif de focalisation médicale sur les déficits des personnes autistes conduit souvent à blâmer l'individu pour ce qu'il est, plutôt qu'à adapter son environnement et son organisation sociale à son handicap. Or, les interventions focalisées sur les déficiences sont utiles pour identifier des points de difficulté, mais peu, voire pas du tout efficaces pour trouver et garder un emploi :

« Les interventions auprès des adultes autistes devraient plutôt viser à identifier les obstacles et les facteurs facilitant l’acquisition d’un emploi et à atténuer leurs faiblesses en favorisant et en renforçant leurs forces »

— Melissa Scott et al..
Des recherches ont été menées au Royaume-Uni et en Australie sur le rapport coût-retour sur investissement de ces mesures. Sur une période de huit ans, un accompagnement à l'emploi des personnes avec autisme dit de haut niveau ou Asperger au Royaume-Uni débouche sur un bénéfice. Les mesures spécifiques aux personnes autistes sont plus efficaces que des mesures généralistes. L'enquête australienne auprès de 59 employeurs montre aussi que ces mesures sont bénéfiques pour les entreprises, et n'engendrent pas de surcoût. L'engagement des États en faveur de l'emploi des adultes autistes a un intérêt économique, en diminuant le recours aux prestations sociales, et en augmentant les produits des contributions et taxes,. L'inclusion socio-professionnelle des personnes autistes fait rarement l'objet de programmes d'action, au point que l'existence du problème reste inconnue dans la majorité des pays.

### Accompagnement à l'emploi
Pour favoriser les embauches et le maintien des personnes avec un trouble du spectre de l'autisme dans l'emploi, d’après une enquête de la Sécurité sociale suisse (2015), le principal levier est la création de mesures d’orientation et de formation professionnelle adaptées à leurs besoins spécifiques. En particulier, l’étude préconise le recours aux dispositifs du job coaching et du case management (gestion de cas) ; la CNSA française recommandant également le job coaching. Les programmes d'accompagnement à l'emploi ciblent généralement des postes à très basses responsabilités. Il n'existe que peu, sinon pas d'initiatives qui viseraient des postes considérés comme plus prestigieux. Ces accompagnements (comptant JobTIPS, l'Individual Placement and Support (placement et soutien individuel, IPS), Autism: Building Links to Employment (ABLE) en Irlande du Nord, des projets américains SEARCH,, et d'autres programmes) montrent généralement leur efficacité,,,,,,, avec des taux de succès atteignant les 90 %, bien que les facteurs de succès précis restent à identifier. L'efficacité de ces accompagnements est généralement jugée plus positivement par l'employeur que par les personnes autistes elles-mêmes et leur famille. Ils pourraient être différenciés en fonction du genre, car ils semblent plus efficaces chez les hommes que chez les femmes ; globalement les recherches sur les femmes sont moins nombreuses que chez les hommes.
Augmenter l'autonomie par l'ergothérapie semble très bénéfique. La pair-émulation (groupes de paroles entre adultes autistes ou entre autistes et non-autistes) peut aussi permettre un soutien efficace,. Le rôle du coach est notamment d'enseigner au salarié autiste comment s'adapter aux règles et à la culture de l'entreprise. Il est possible de faire appel à un travailleur social, ou à un mentor sur le lieu de travail. L'entraînement sur le lieu de travail est plus efficace qu'une simulation. Un entraînement virtuel à l'entretien d'embauche (avec support informatique) semble cependant efficace, ; le recours aux modèles vidéos pour apprendre à répondre au téléphone peut également être exploré.
De nombreux témoignages font état du recours dommageable à des méthodes pseudoscientifiques ou vectrices de dérives sectaires dans le domaine du coaching en entreprise, telles que le tarot divinatoire, la programmation neuro-linguistique et l'analyse transactionnelle,. Le 11 novembre 2012, l'ONG Autism Rights Watch a alerté la MIVILUDES sur le développement du coaching dans le domaine de la santé, et la persistance de théories psychanalytiques non vérifiées ciblant les personnes autistes en France.
En France en 2015, l'entourage familial et les organismes publics tels que le Pôle emploi et le Cap emploi sont les principaux coachs « de fait » des adultes autistes engagés dans une recherche d'emploi. Les retours concernant ces deux derniers organismes sont généralement négatifs (2015), particulièrement en ce qui concerne l'obligation de rendez-vous réguliers, qui génère stress et ruptures de droits. Les retours concernant les systèmes parallèles spécialisés dans l'autisme, tant en France qu'en Angleterre et en Israël, sont plus positifs. En Inde, les personnes autistes bénéficient de mesures d'accompagnement à l'emploi dans le secteur du handicap.
L'intégration de personnes autistes à un poste peut s'appuyer sur la gestion des ressources humaines, dont le rôle a beaucoup évolué pour accompagner le développement personnel des salariés.

### Adaptation des conditions de travail

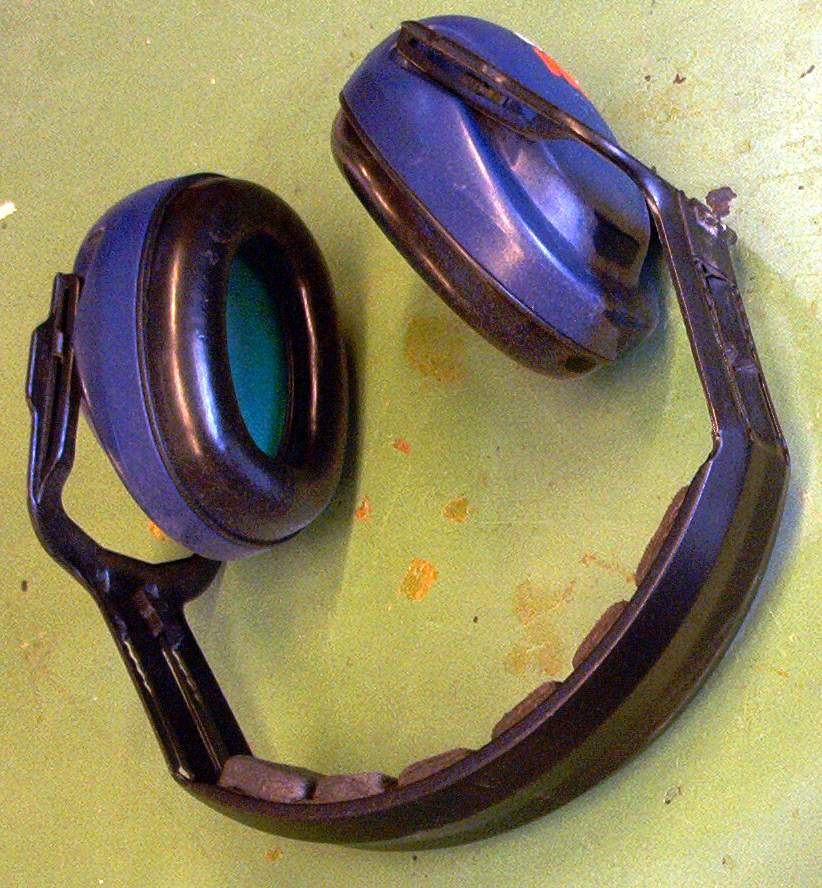
Plusieurs modèles de casque antibruits sont adaptés aux personnes avec hypersensibilités auditives.

D'après Temple Grandin, adapter un poste de travail aux hypersensibilités sensorielles ne demande le plus souvent que peu d'aménagements. Il est possible d'utiliser un casque antibruits, de supprimer les sonneries stridentes et les lampes néon, et de faire appel à davantage de communication écrite. Une demande d'adaptation fréquente est la communication par e-mails plutôt que par téléphone. La fondation Malakoff Médéric cite la sensibilisation des équipes, l'adaptation des horaires de travail et la prise en compte des aspects sensoriels comme trois éléments nécessaires à une intégration réussie. Pour les sensibilités visuelles, les lunettes à verres teintés semblent efficaces. Les aspects sensoriels sont pris en compte dans certains pays (tels que le Danemark, où Specialisterne place les informaticiens autistes dans des bureaux individuels avec adaptation de la luminosité) mais non dans d'autres, notamment la France. Aux États-Unis, il existe de nombreux objets en vente, destinés spécifiquement à aider la gestion de la sensorialité, tels que des blousons exerçant une pression modulable sur certaines parties du corps.
La compréhension mutuelle est plus simple si les tâches demandées sont prédictibles, structurées et clairement définies. L'usage de supports visuels peut être très bénéfique. Pour gérer l'anxiété, diverses solutions (relaxation, médicaments) sont possibles. Anxiété et hypersensibilités sont souvent liées. La gestion des émotions peut représenter un défi, particulièrement celle des colères. Par ailleurs, beaucoup de difficultés dans l'emploi sont résolues grâce à une bonne qualité de sommeil.

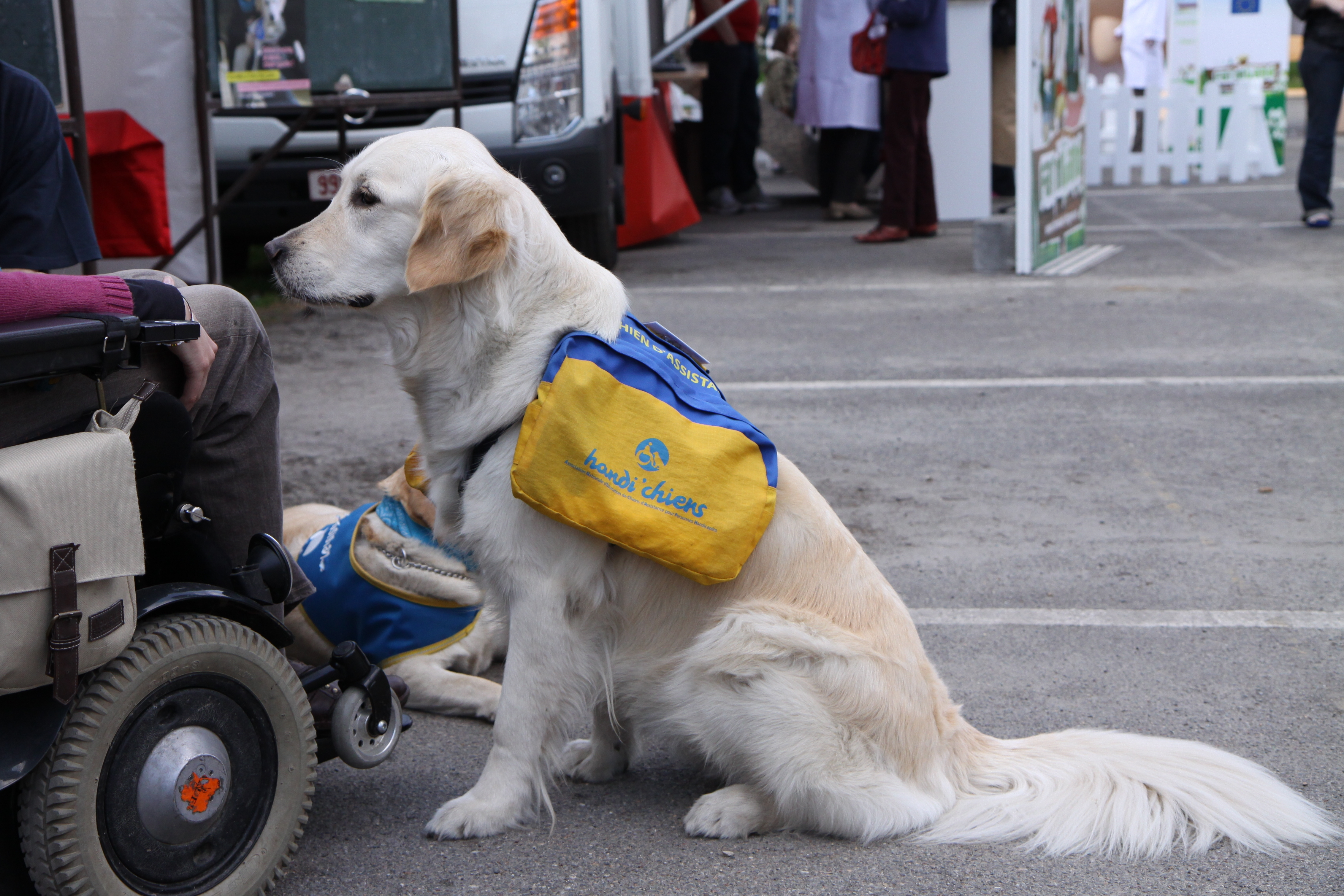
Chien d'assistance dédié à l'aide aux personnes en situation de handicap physique ou psychique.

Un certain nombre d'aménagements de poste sont bénéfiques à d'autres situations de handicap que l'autisme, en particulier l'accueil de chiens d'assistance, qui concerne aussi le handicap visuel. Les adaptations de conditions de travail peuvent avoir un intérêt bilatéral positif. Certaines personnes autistes préfèrent par exemple, au contraire de la majorité des non-autistes, travailler la nuit, et sont alors plus productives.

## Traitement médiatique
Les initiatives d'embauche ciblant spécifiquement des autistes, très récentes, suscitent généralement enthousiasme et adhésion spontanée. Elles ont fait l'objet d'une certaine médiatisation, créant un biais perceptif et une croyance selon laquelle la question de l'emploi autiste serait déjà résolue,.
Il existe par ailleurs différentes séries télévisées mettant en scène des adultes autistes exerçant des métiers prestigieux. Benedict Cumberbatch, dans son rôle du détective Sherlock pour la série de la BBC Sherlock, fait explicitement référence au syndrome d'Asperger. Dans le film Mr. Wolff, le personnage principal autiste exerce comme juricomptable. Les séries coréenne Good Doctor (2013) et américaine Good Doctor (2017) mettent en scène un jeune chirurgien autiste savant, qui fait face à la stigmatisation et aux préjugés dans son milieu professionnel. La série franco-belge Astrid et Raphaëlle (2019) a parmi ses deux personnages principaux une archiviste autiste travaillant pour la police judiciaire.

#### Articles de recherche
- [Gille 2014] Sandrine Gille, « Intégration, difficultés et stratégies d'adaptation en milieu professionnel », dans À la découverte de l'autisme : Des neurosciences à la vie en société, Dunod, 2014, 256 p. (ISBN 9782100714995, lire en ligne), p. 31-35.
- [Grandin 1999] (en) Temple Grandin, « Choosing the right job for people with Autism or Asperger's syndrome » [PDF], sur Aspen NJ, Indiana Resources Center for Autism, novembre 1999
- [Hedley et al. 2017] (en) Darren Hedley, Ru Cai Mirko Uljarevic, Mathilda Wilmot, Jennifer R. Spoor, Amanda Richdale et Cheryl Dissanayake, « Transition to work: Perspectives from the autism spectrum », Autism,‎ 2017, p. 1-14
- [Hendricks 2010] (en) Dawn Hendricks, « Employment and adults with autism spectrum disorders: Challenges and strategies for success », Journal of Vocational Rehabilitation, vol. 32, no 2,‎ 2010, p. 125-134 (DOI 10.3233/JVR-2010-0502, présentation en ligne).
- [Howlin 2013] (en) Patricia Howlin, « Social Disadvantage and Exclusion: Adults With Autism Lag Far Behind in Employment Prospects », Journal of the American Academy of Child & Adolescent Psychiatry, vol. 52,‎ septembre 2013, p. 897–899 (ISSN 0890-8567 et 1527-5418, DOI 10.1016/j.jaac.2013.06.010, lire en ligne, consulté le 2 juin 2016).
- [Levy et Perry 2011] (en) Alissa Levy et Adrienne Perry, « Outcomes in adolescents and adults with autism: A review of the literature », Research in Autism Spectrum Disorders, vol. 5,‎ octobre 2011, p. 1271–1282 (DOI 10.1016/j.rasd.2011.01.023, lire en ligne, consulté le 3 juin 2016).
- [Mottron 2011] (en) Laurent Mottron, « Changing perceptions: The power of autism », Nature, vol. 479,‎ novembre 2011, p. 33–35 (ISSN 0028-0836, DOI 10.1038/479033a, lire en ligne, consulté le 1er juin 2016).
- [Pillay et Brownlow 2016] (en) Yosheen Pillay et Charlotte Brownlow, « Predictors of Successful Employment Outcomes for Adolescents with Autism Spectrum Disorders: a Systematic Literature Review », Review Journal of Autism and Developmental Disorders, vol. 4, no 1,‎ 1er mars 2017, p. 1–11 (ISSN 2195-7185, DOI 10.1007/s40489-016-0092-y, lire en ligne, consulté le 16 juin 2019)
- [Schovanec 2012a] Josef Schovanec, « Scolarisation et devenir socio-professionnel des personnes avec autisme », dans Scolariser des élèves avec autisme et TED - Vers l'inclusion, Dunod, coll. « Psychologie et pédagogie », 2012, 352 p. (ISBN 9782100575336, DOI 10.3917/dunod.phili.2012.01.0013, lire en ligne).
- [Scott et al. 2015] (en) Melissa Scott, Marita Falkmer, Sonya Girdler et Torbjörn Falkmer, « Viewpoints on Factors for Successful Employment for Adults with Autism Spectrum Disorder », PLOS ONE, vol. 10,‎ 13 octobre 2015, e0139281 (ISSN 1932-6203, PMID 26462234, PMCID 4603894, DOI 10.1371/journal.pone.0139281, lire en ligne, consulté le 23 août 2016).
- [Scott et al. 2019] (en) Melissa Scott, Ben Milbourn, Marita Falkmer et Melissa Black, « Factors impacting employment for people with autism spectrum disorder: A scoping review », Autism, vol. 23, no 4,‎ mai 2019, p. 869–901 (ISSN 1362-3613 et 1461-7005, DOI 10.1177/1362361318787789, lire en ligne, consulté le 11 juin 2019)
- [Shattuck et al. 2012] (en) P. T. Shattuck, S. C. Narendorf, B. Cooper, P. R. Sterzing, M. Wagner et J. L. Taylor, « Postsecondary Education and Employment Among Youth With an Autism Spectrum Disorder », Pediatrics, vol. 129,‎ 2012, p. 1042-1049 (ISSN 0031-4005, lire en ligne, consulté le 24 août 2016).

#### Essais
- [Baker 2006] (en) Jed Baker, Preparing for Life: The Complete Guide for Transitioning to Adulthood for Those with Autism and Asperger's Syndrome, Future Horizons Publishing, 2006.
- [Bernick et Holden 2018] (en) Michael Bernick et Richard Holden (préf. Steve Silberman), The Autism Job Club: The Neurodiverse Workforce in the New Normal of Employment, Skyhorse Publishing, Inc., 2018, 2e éd., 272 p. (ISBN 9781510728301).
- [Datlow Smith, Belcher et Juhrs 1995] (en) Marcia Datlow Smith, Ronald G. Belcher et Patricia D. Juhrs, A Guide to Successful Employment for Individuals with Autism, P.H. Brookes, 1995, 2e éd., 305 p. (ISBN 9781557661715).
- [Graham 2008] (en) James Graham, Autism, Discrimination and the Law: A Quick Guide for Parents, Educators and Employers, Jessica Kingsley Publishers, 2008, 144 p. (ISBN 9781846427688).
- [Grandin et Duffy 2008] (en) Temple Grandin et Kate Duffy, Developing talents: Careers for individuals with Asperger syndrome and high-functioning autism, Autism Asperger Publishing Company, 2008, 2e éd., 185 p. (ISBN 978-1934575284).
- [Hendrickx 2009] (en) Sarah Hendrickx, Asperger Syndrome and Employment: What People with Asperger Syndrome Really Really Want, Jessica Kingsley Publishers, 2008, 152 p. (ISBN 9781846428791).
- [Jansen et Rombout 2013] (en) Herman Jansen et Betty Rombout, AutiPower! Successful Living and Working with an Autism Spectrum Disorder, Jessica Kingsley Publishers, 2013, 176 p. (ISBN 0857008692 et 9780857008695).
- [Jeanmichel 2018] Philippe Jeanmichel, Autistes Asperger, la clé de votre recherche d'emploi en 120 conseils, À la fabrique, 2018 (ISBN 9782955103678, présentation en ligne).
- [Shore et Rastelli 2015] (en) Stephen M. Shore et Linda G. Rastelli (trad. Josef Schovanec et Caroline Glorion), Comprendre l'autisme pour les nuls, Éditions First, mars 2015, 384 p. (ISBN 2-7540-6581-4). .
- [Simone 2010] (en) Rudy Simone, Asperger's on the Job: Must-Have Advice for People with Asperger's or High Functioning Autism and their Employers, Educators, and Advocates, Future Horizons, 28 mai 2010, 200 p. (ISBN 978-1935274094).
- [Smith, Belcher et Juhrs 1995] (en) M. Smith, R. G. Belcher et P.D. Juhrs, A Guide to Successful Employment for Individuals with Autism, Paul H, Brookes Publishing, 1995.
- [Wehman, Datlow Smith et Schall 2008] (en) Paul Wehman, Marcia Datlow Smith et Carol Schall, Autism & the Transition to Adulthood: Success Beyond the Classroom, Paul H Brookes Publishing Company, 2008.

#### Rapports officiels
- [CNSA 2016] « Troubles du spectre de l’autisme : Guide d’appui pour l’élaboration de réponses aux besoins des personnes présentant des troubles du spectre de l’autisme », CNSA, mai 2016.
- [HAS - ANESM 2018] « Troubles du spectre de l'autisme : interventions et parcours de vie de l'adulte », Haute autorité de santé et ANESM, 2018.
- [IGAS - IGEN 2017] Claire Compagnon,  Delphine Corlay, membres de l’Inspection générale des affaires sociales et Gilles Perreault, membre de l'Inspection générale de l'Éducation nationale, « Évaluation du 3ème plan autisme dans la perspective de l’élaboration d’un 4ème plan : Tome 1 » [PDF], 2017.
- [IGAS - IGEN 2017] Claire Compagnon,  Delphine Corlay, membres de l’Inspection générale des affaires sociales et Gilles Perreault, membre de l'Inspection générale de l'Éducation nationale, « Évaluation du 3ème plan autisme dans la perspective de l’élaboration d’un 4ème plan : Tome 2 » [PDF], 2017.
- [Schovanec 2017] Josef Schovanec, « Rapport présenté à la Secrétaire d'Etat chargée des Personnes handicapées et de la Lutte contre l'exclusion sur le devenir professionnel des personnes autistes », Ministère des affaires sociales et de la santé, mars 2017.

#### Autres études
- [Malakoff 2015] « Accès à l'emploi des personnes porteuses du syndrome d'Asperger et autistes de haut niveau », Fondation Malakoff Médéric handicap, septembre 2015.

#### Témoignages
- [Schovanec 2012b] Josef Schovanec (préf. Jean Claude Ameisen), Je suis à l'Est ! : Savant et autiste, un témoignage unique, Plon, 15 novembre 2012, 2015, 2016, 2018, 2019 et 2013, 256 p. (ISBN 2-259-21886-5, lire en ligne). .
- [Smith 2014] (de) Peter Schmidt, Kein Anschluss unter diesem Kollegen: Ein Autist im Job, Patmos Verlag, 2014, 230 p. (ISBN 9783843605182).